# Deutsche Meisterschaften im Rennrodeln 2019

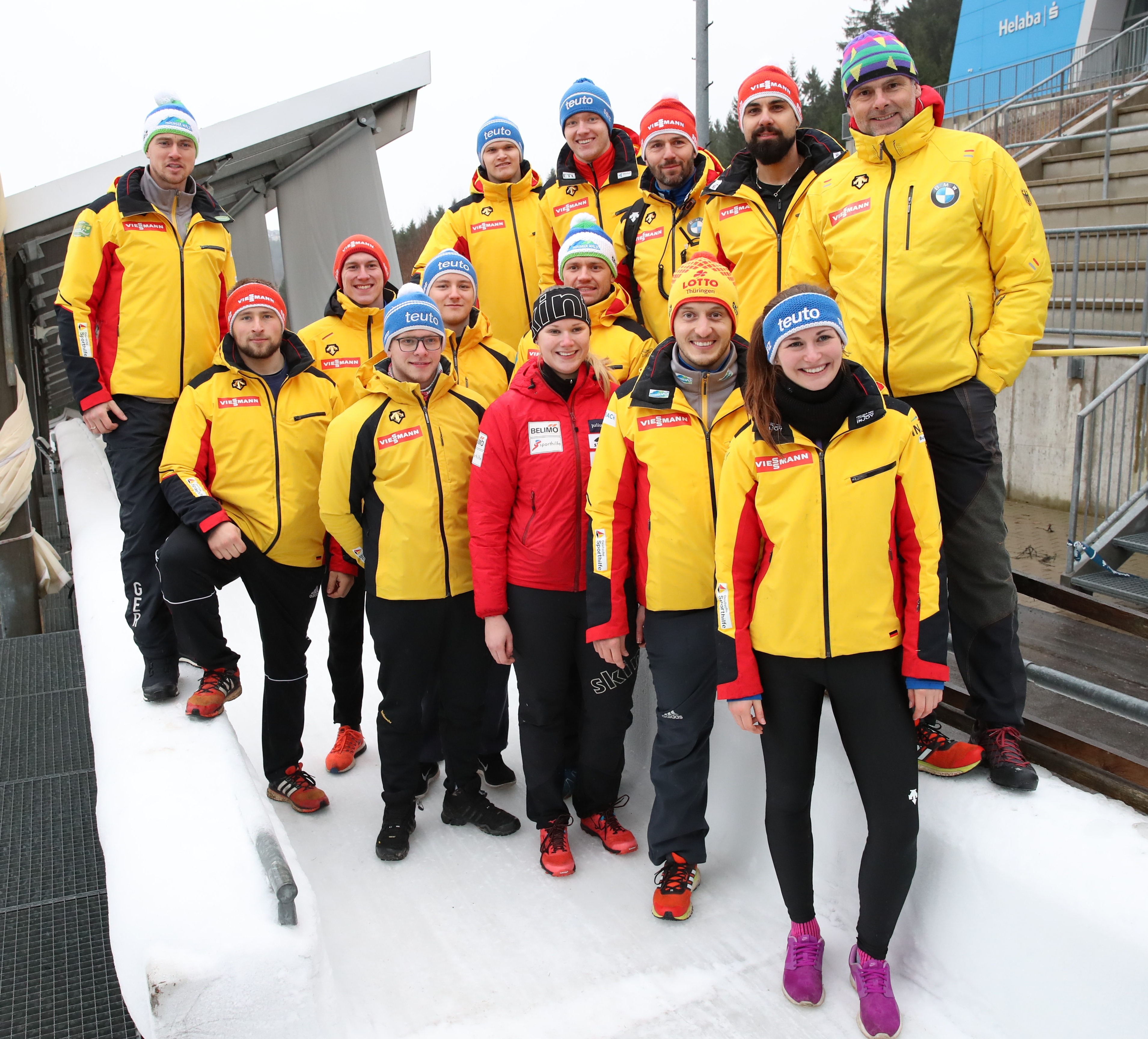
Starterinnen und Starter des Teams Thüringen der Deutschen Meisterschaften im Rennrodeln 2019 zusammen mit ihren Betreuern und der Schweizerin Natalie Maag, die als Vorläuferin bei den Wettbewerben wirkte.

Die Deutschen Meisterschaften im Rennrodeln 2019 fanden am 22. Dezember 2019 auf der Rennrodelbahn im thüringischen Oberhof statt.
Die Titel gingen an Julia Taubitz im Einsitzer der Frauen, Johannes Ludwig im Einsitzer der Männer und Toni Eggert/Sascha Benecken im Doppelsitzer. Zum vierten Mal wurde bei Deutschen Meisterschaften eine Teamstaffel ausgetragen, diese gewann das Team Thüringen um Julia Taubitz, Sebastian Bley und Toni Eggert/Sascha Benecken.

## Titelverteidiger
Bei den Deutschen Meisterschaften im Rennrodeln 2018 in der Veltins-Eisarena in Winterberg siegten Natalie Geisenberger im Einsitzer der Frauen, Felix Loch im Einsitzer der Männer sowie Robin Geueke/David Gamm im Doppelsitzer. Den Sieg in der Teamstaffel sicherten sich im vorangegangenen Jahr Natalie Geisenberger, Felix Loch und Tobias Wendl/Tobias Arlt. Einzig Natalie Geisenberger trat 2019 nicht zur Verteidigung ihres Titels an. Sie hatte ihre Karriere zu Beginn der Saison 2019/20 aufgrund einer Schwangerschaft unterbrochen.

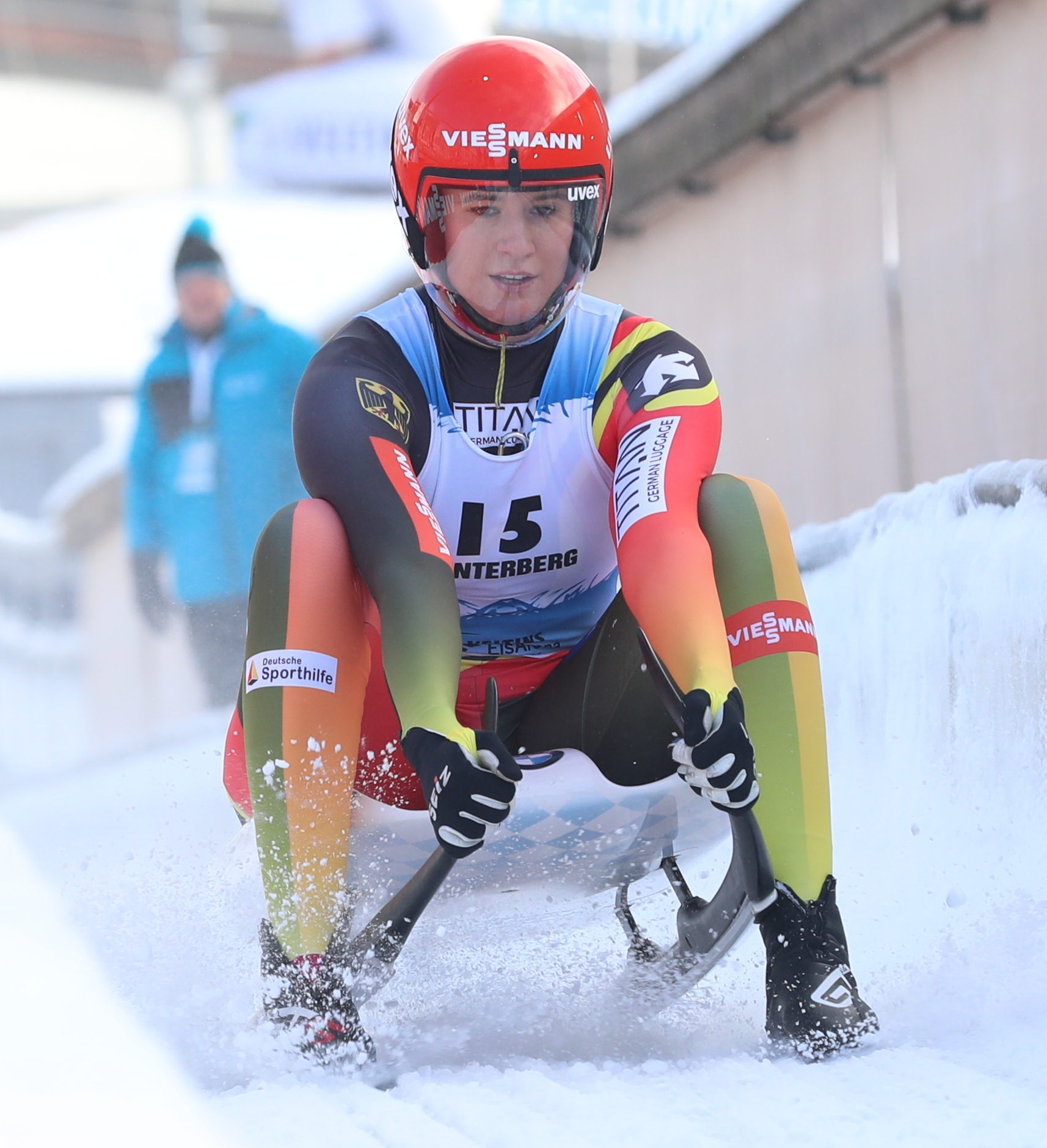
Natalie Geisenberger
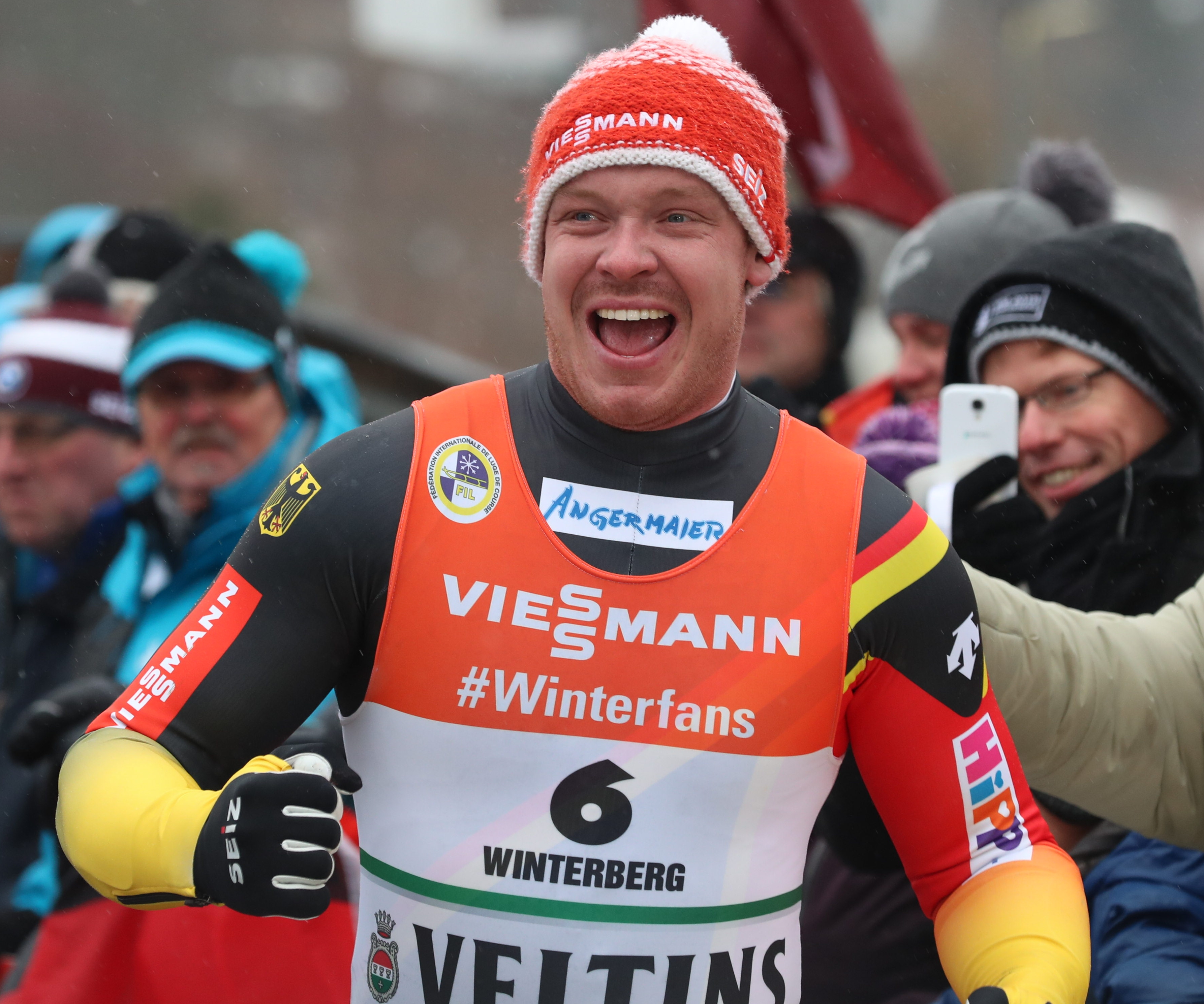
Felix Loch
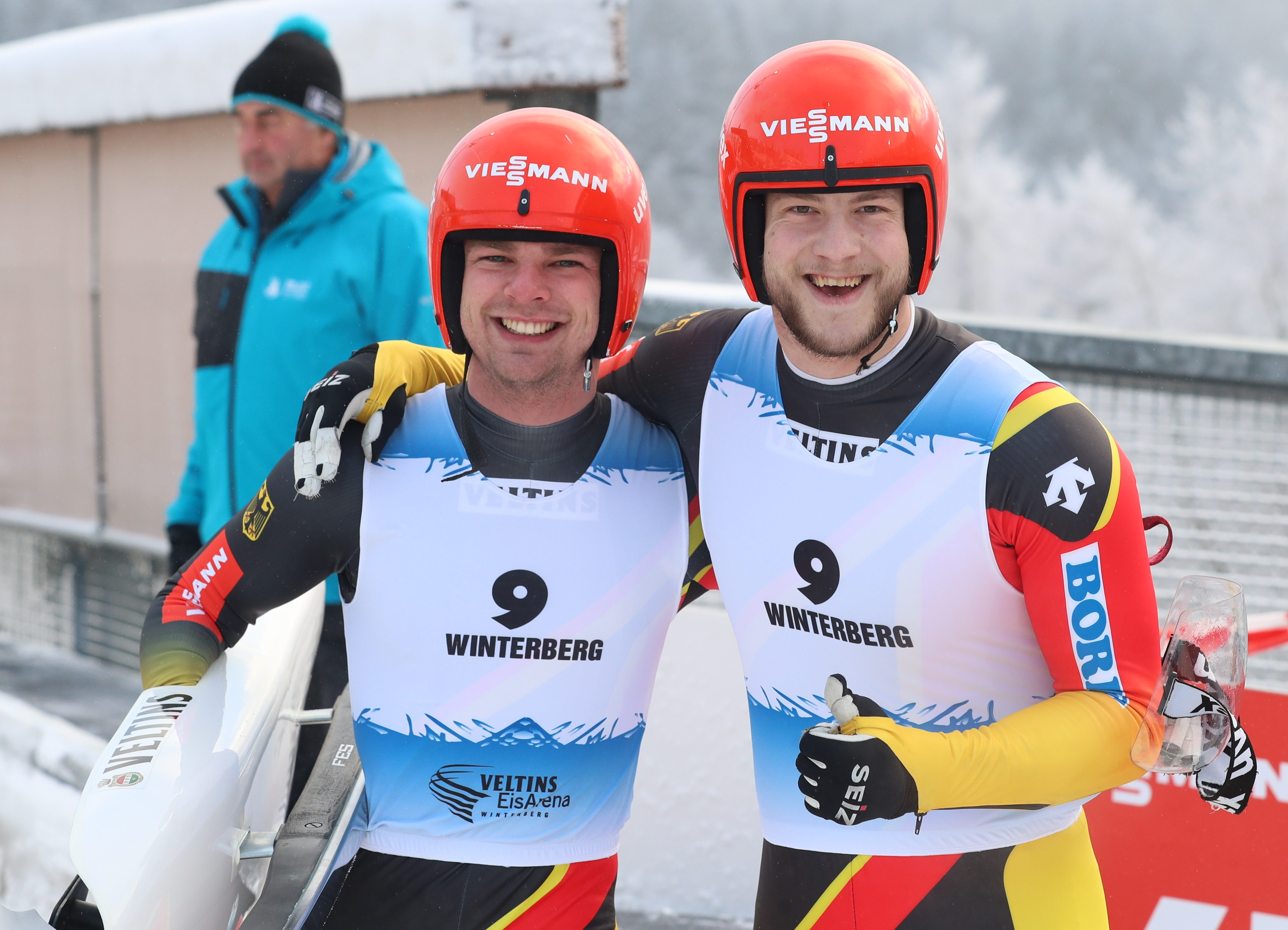
Robin Geueke und David Gamm
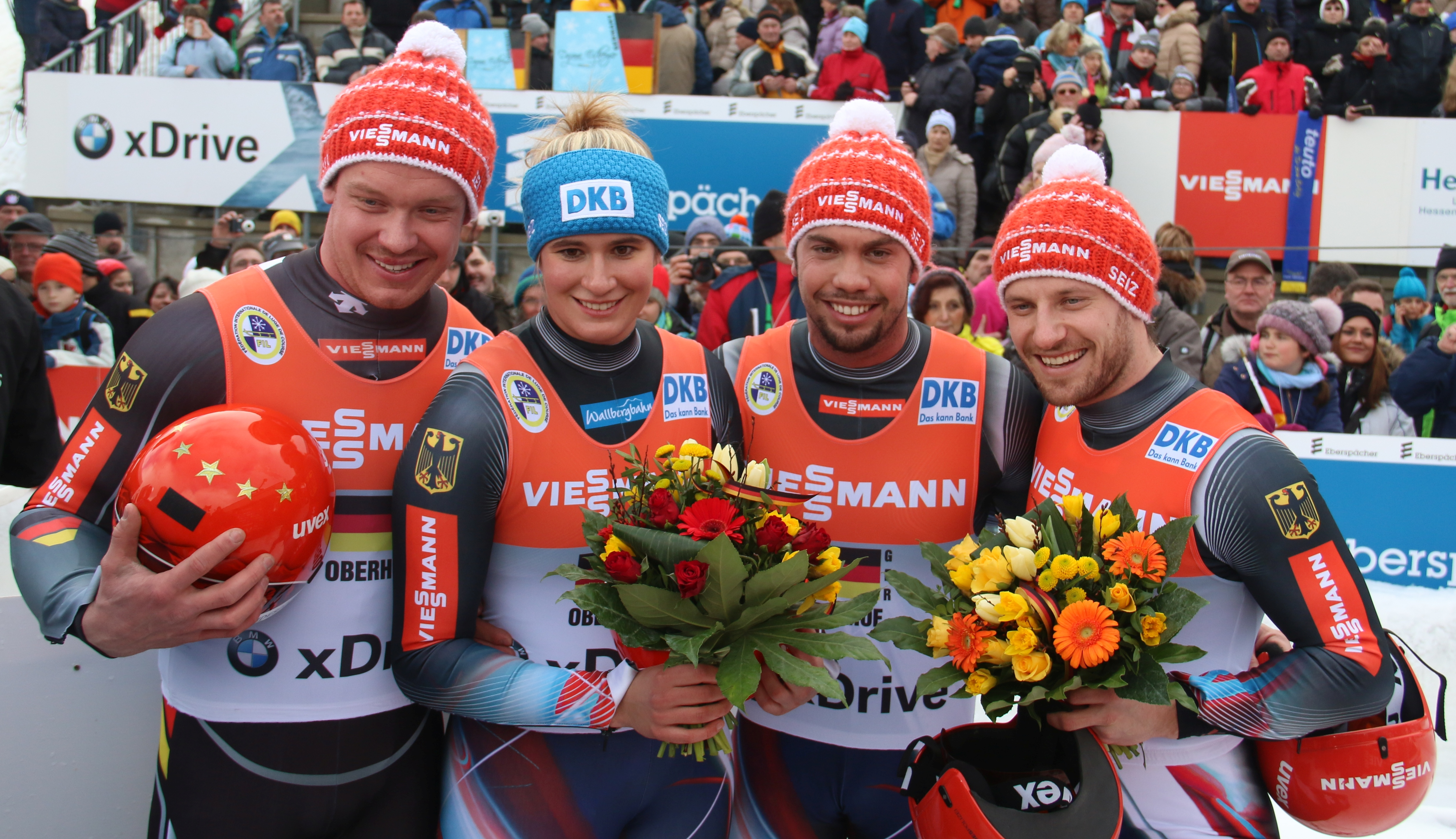
Geisenberger, Loch und Wendl/Arlt

## Ergebnisse

### Einsitzer der Frauen
| Platz | Sportlerin         | Verein                        | Laufzeiten        | Zeit         |
| ----- | ------------------ | ----------------------------- | ----------------- | ------------ |
| 1     | Julia Taubitz      | WSC Erzgebirge Oberwiesenthal | 41,292 s 41,317 s | 1:22,609 min |
| 2     | Anna Berreiter     | RC Berchtesgaden              | 41,413 s 41,395 s | 1:+0,199 s   |
| 3     | Jessica Tiebel     | RRC Altenberg                 | 41,587 s 41,520 s | 1:+0,498 s   |
| 4     | Cheyenne Rosenthal | BSC Winterberg                | 41,695 s 41,560 s | 1:+0,646 s   |
| 5     | Isabell Richter    | ESV Lok Zwickau               | 41,831 s 41,905 s | 1:+1,127 s   |

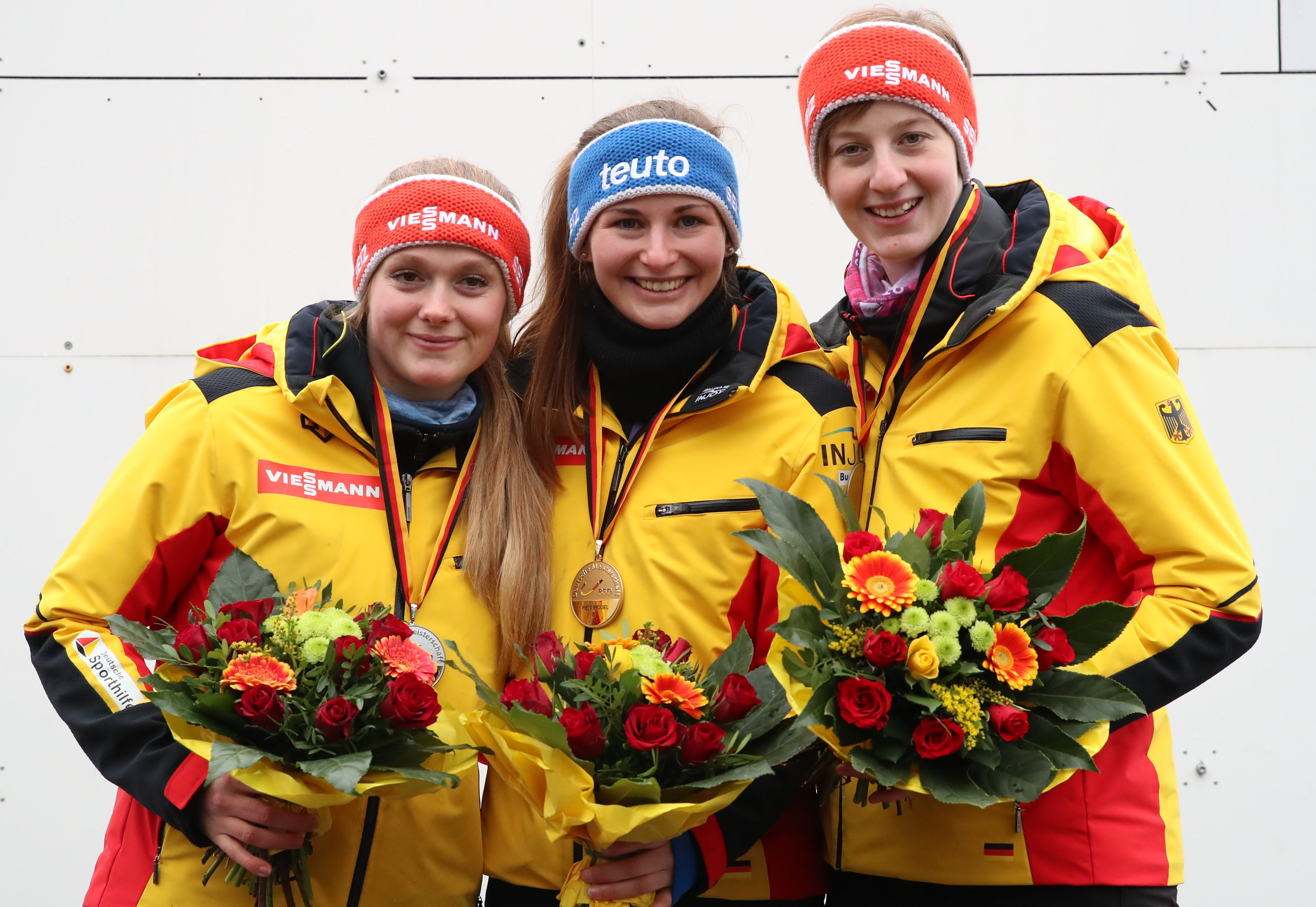
Podium mit Anna Berreiter, Julia Taubitz und Jessica Tiebel (v. l. n. r.)

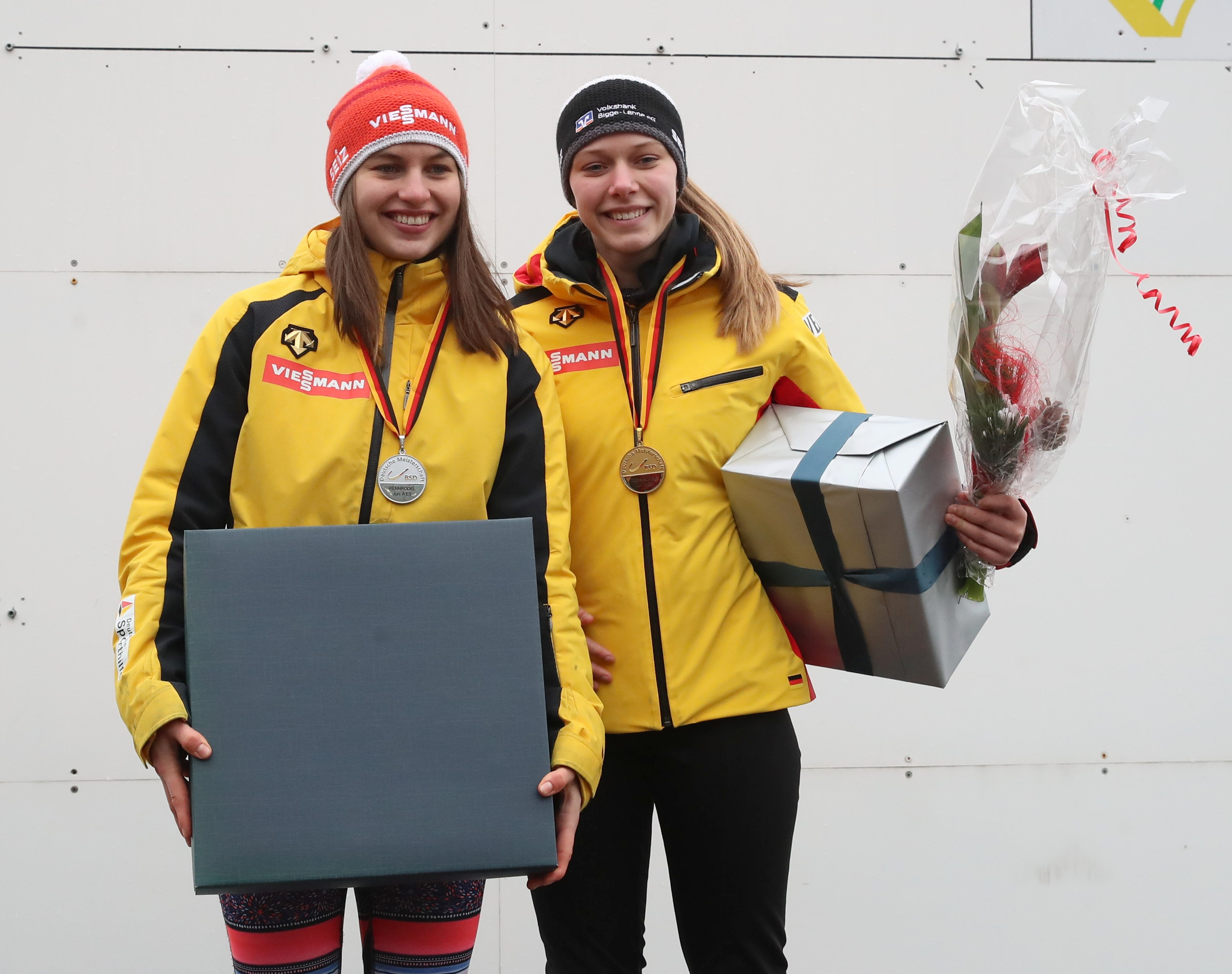
Juniorinnenwertung: Isabell Richter und Cheyenne Rosenthal (v. l. n. r.)

Julia Taubitz gewann mit zwei Laufbestzeiten und einem Vorsprung von rund zwei Zehntelsekunden ihren ersten Titel bei den Deutschen Meisterschaften. Auf den zweiten Platz fuhr Anna Berreiter, Rang drei belegte Jessica Tiebel vor Cheyenne Rosenthal. Damit erreichten die Weltcupstarterinnen erwartungsgemäß die Plätze vor Juniorin Isabell Richter. In der Juniorinnen-Wertung belegte Rosenthal vor Richter den ersten Platz.

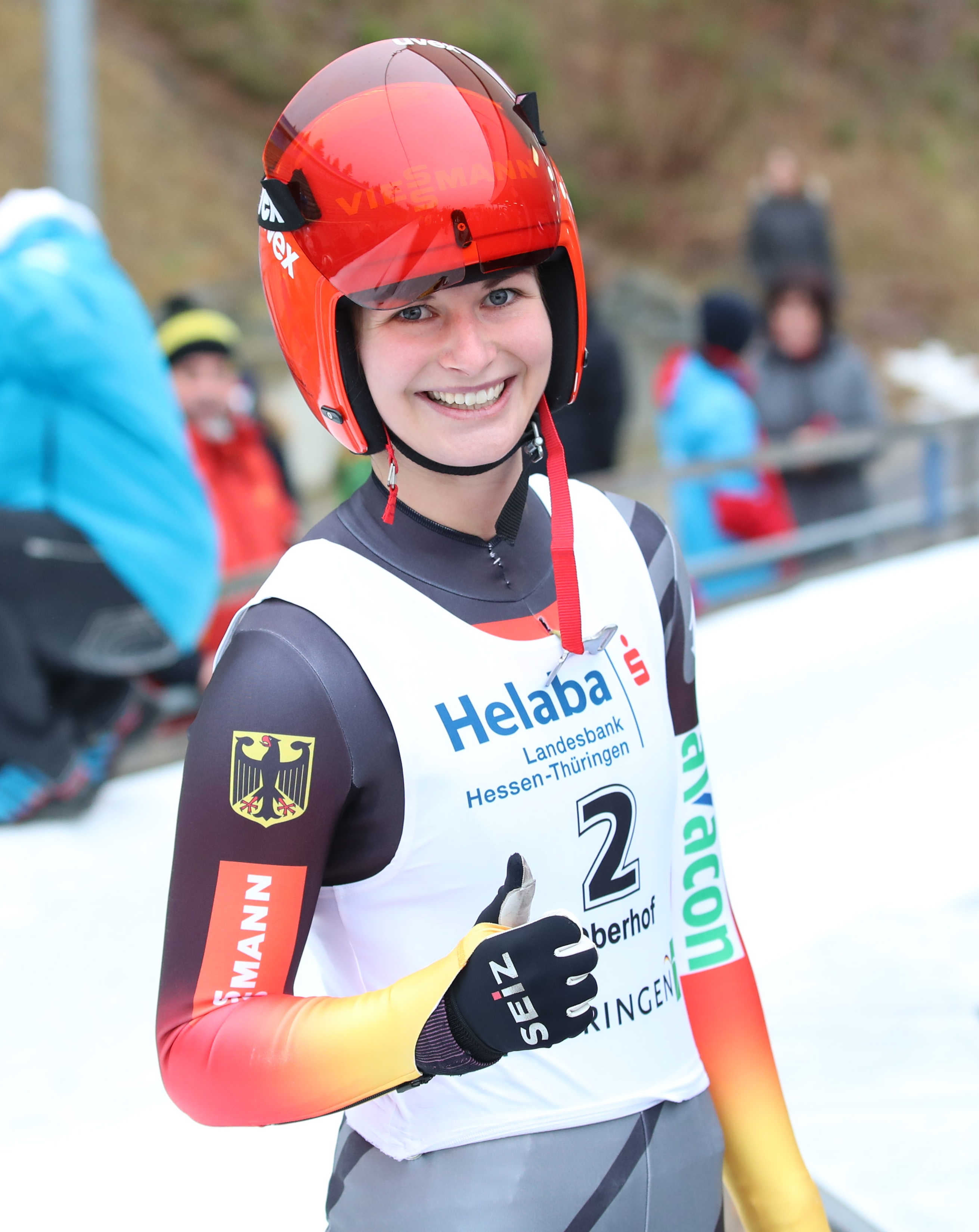
Julia Taubitz
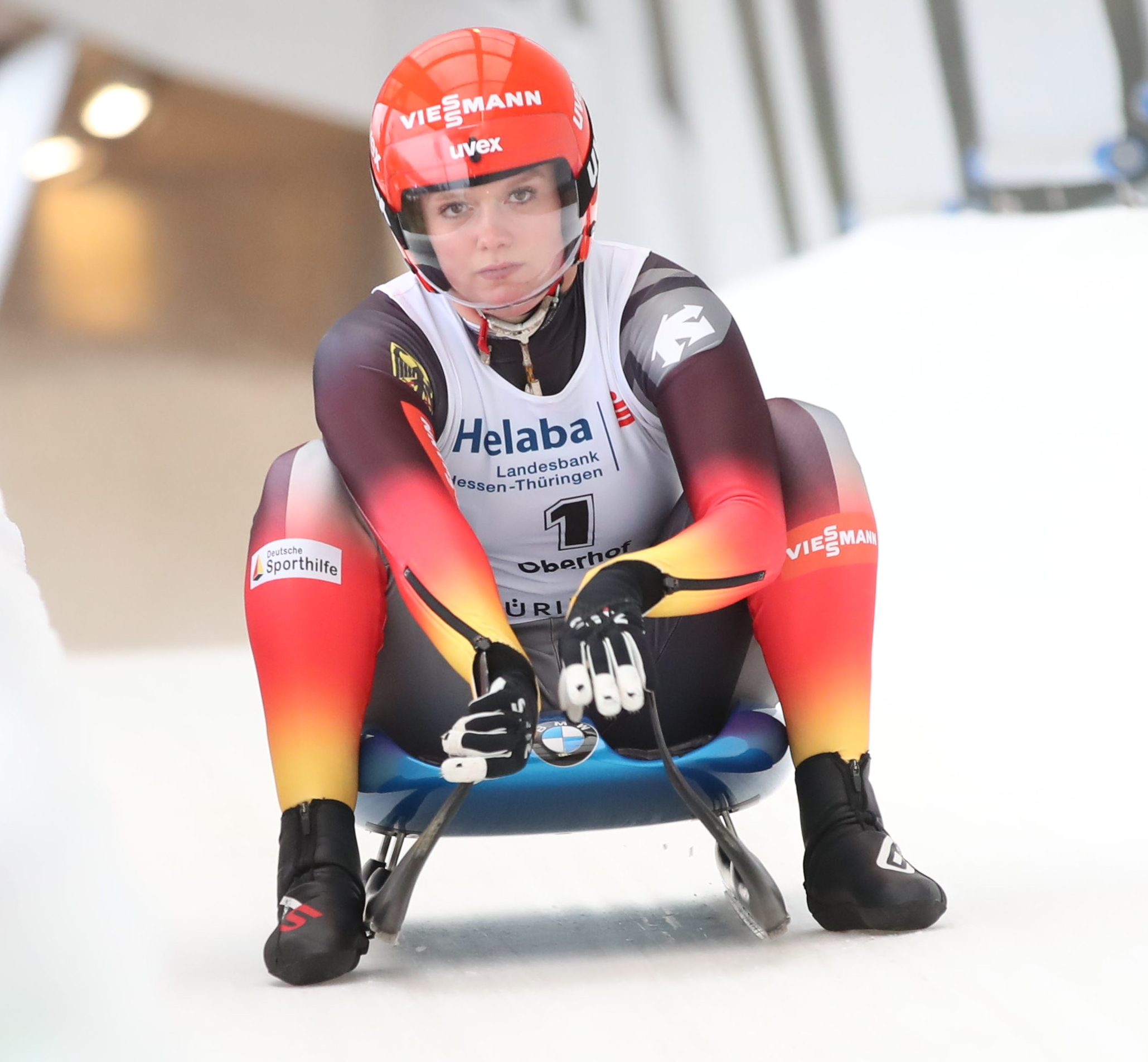
Anna Berreiter
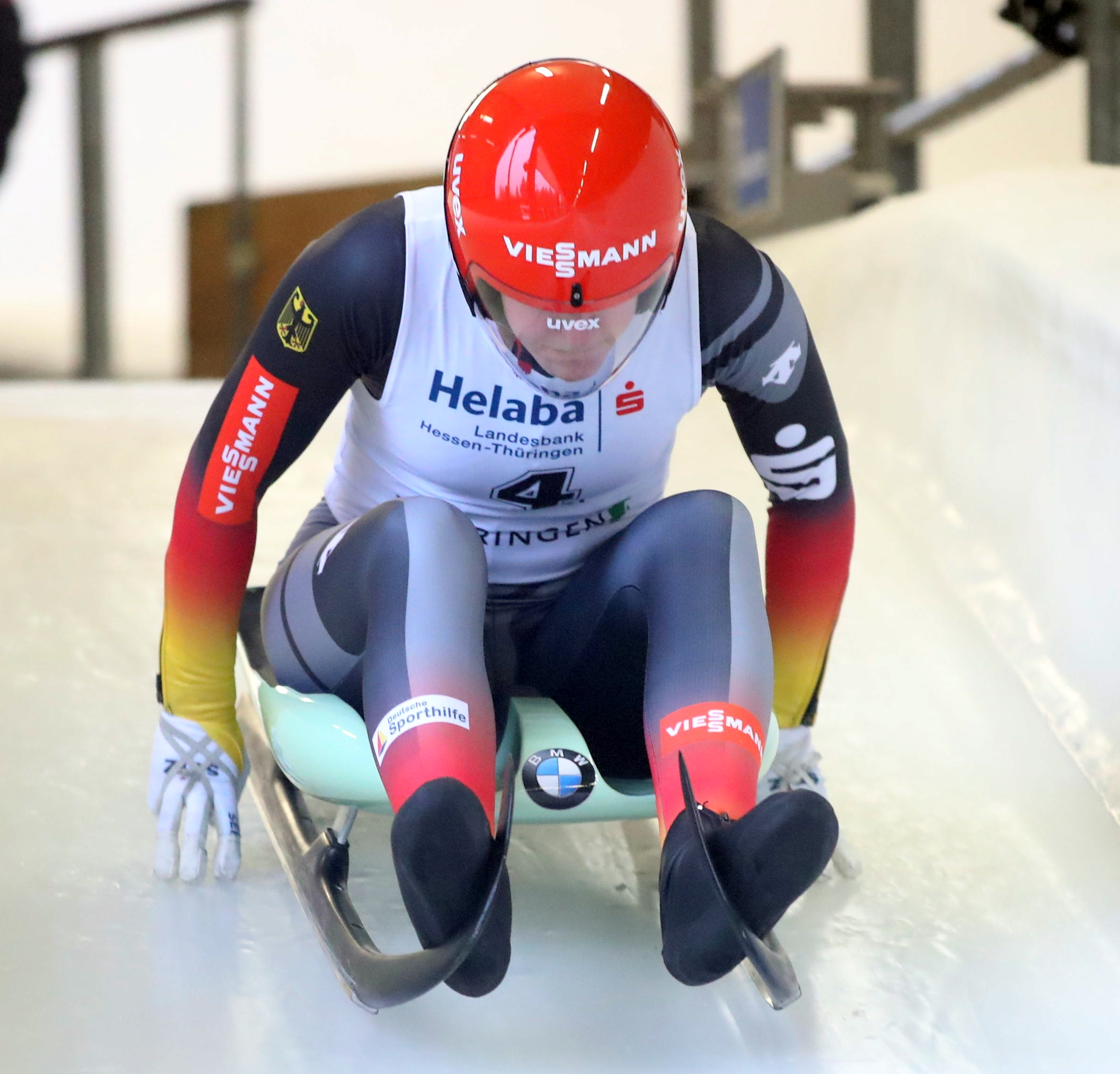
Jessica Tiebel
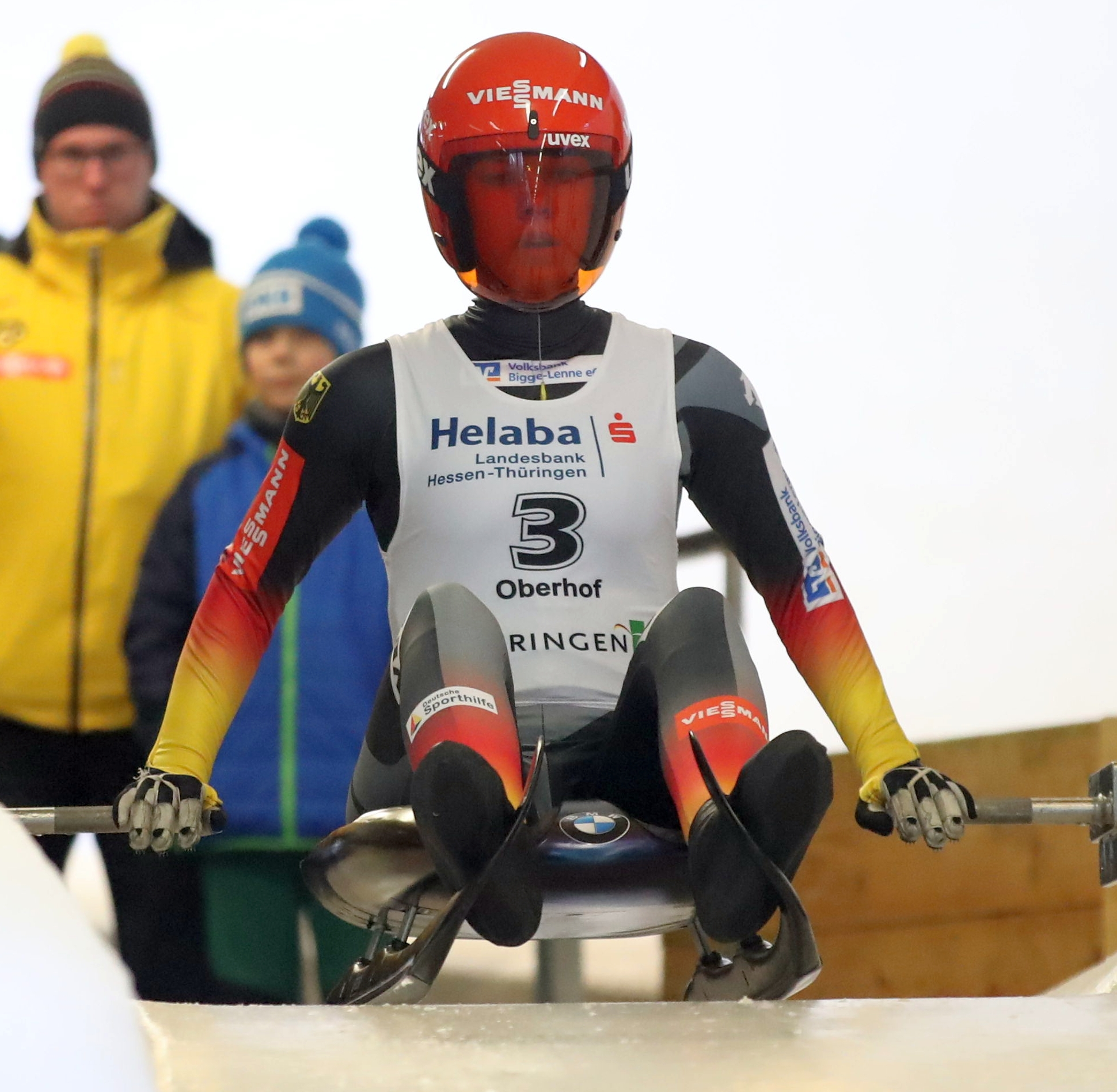
Cheyenne Rosenthal
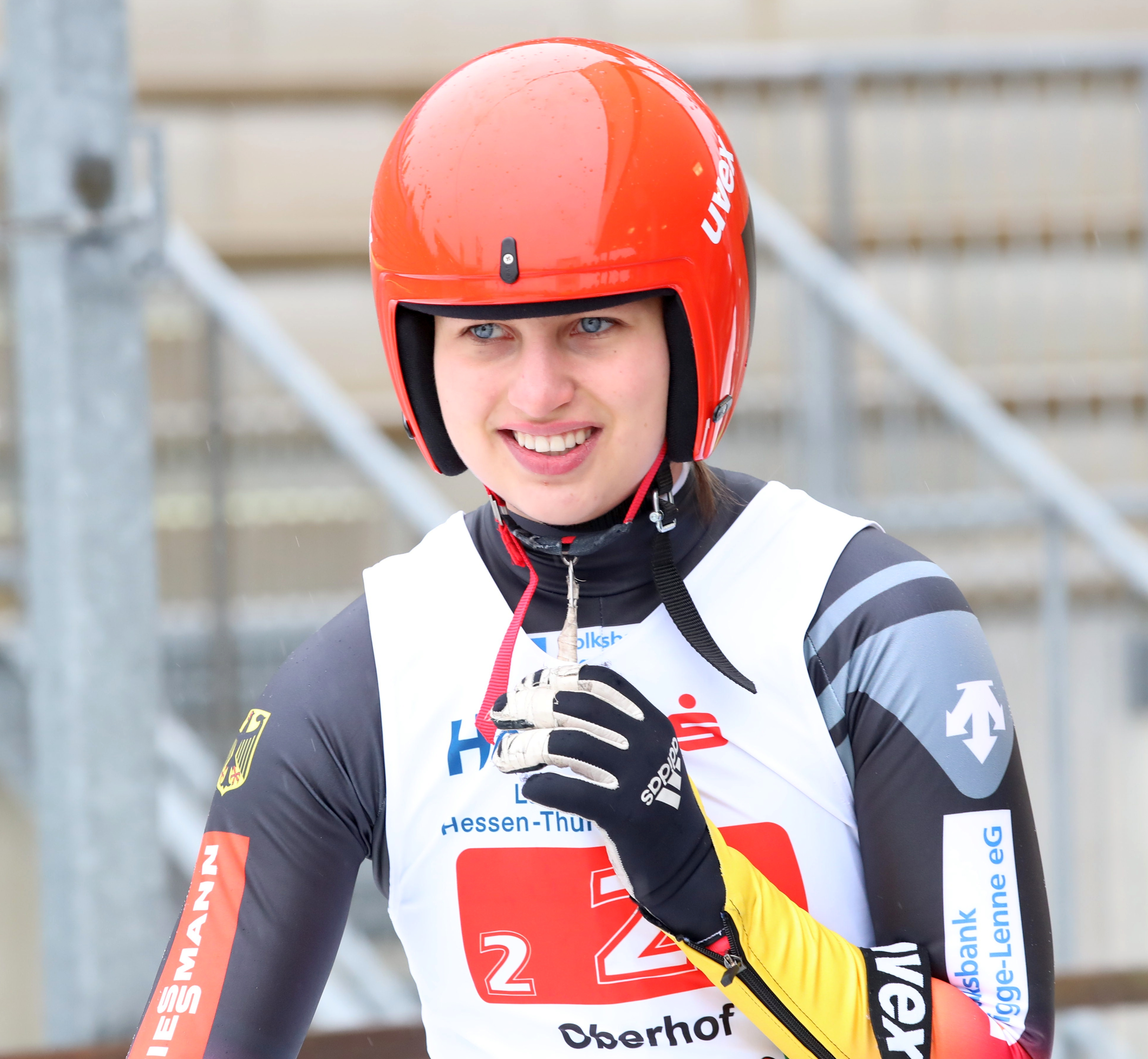
Isabell Richter

### Einsitzer der Männer
| Platz | Sportler        | Verein                        | Laufzeiten        | Zeit         |
| ----- | --------------- | ----------------------------- | ----------------- | ------------ |
| 1     | Johannes Ludwig | BSR Rennsteig Oberhof         | 42,980 s 43,144 s | 1:26,124 min |
| 2     | Sebastian Bley  | RT Suhl                       | 43,121 s 43,213 s | 1:+0,210 s   |
| 3     | Felix Loch      | RC Berchtesgaden              | 43,161 s 43,399 s | 1:+0,436 s   |
| 4     | Max Langenhan   | BRC 05 Friedrichroda          | 43,304 s 43,317 s | 1:+0,497 s   |
| 5     | Florian Müller  | WSC Erzgebirge Oberwiesenthal | 43,437 s 43,423 s | 1:+0,736 s   |
| 6     | Moritz Bollmann | RRV Sonneberg                 | 43,498 s 43,467 s | 1:+0,841 s   |
| 7     | Thomas Jaensch  | RRC Zella-Mehlis              | 43,653 s 43,708 s | 1:+1,237 s   |
| 8     | Mathis Ertel    | RRC Altenberg                 | 43,790 s 43,744 s | 1:+1,410 s   |

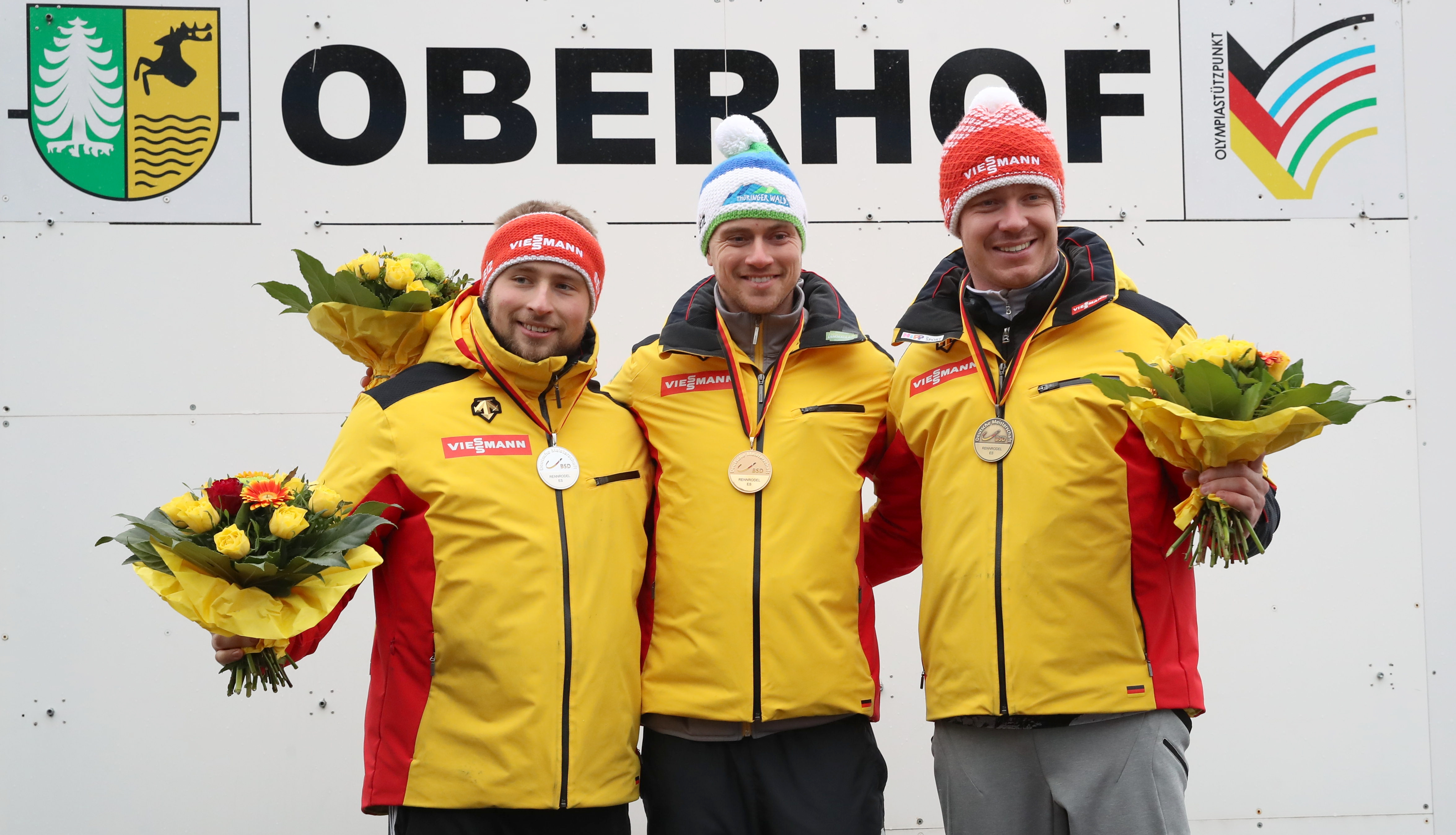
Podium mit Sebastian Bley, Johannes Ludwig und Felix Loch (v. l. n. r.)

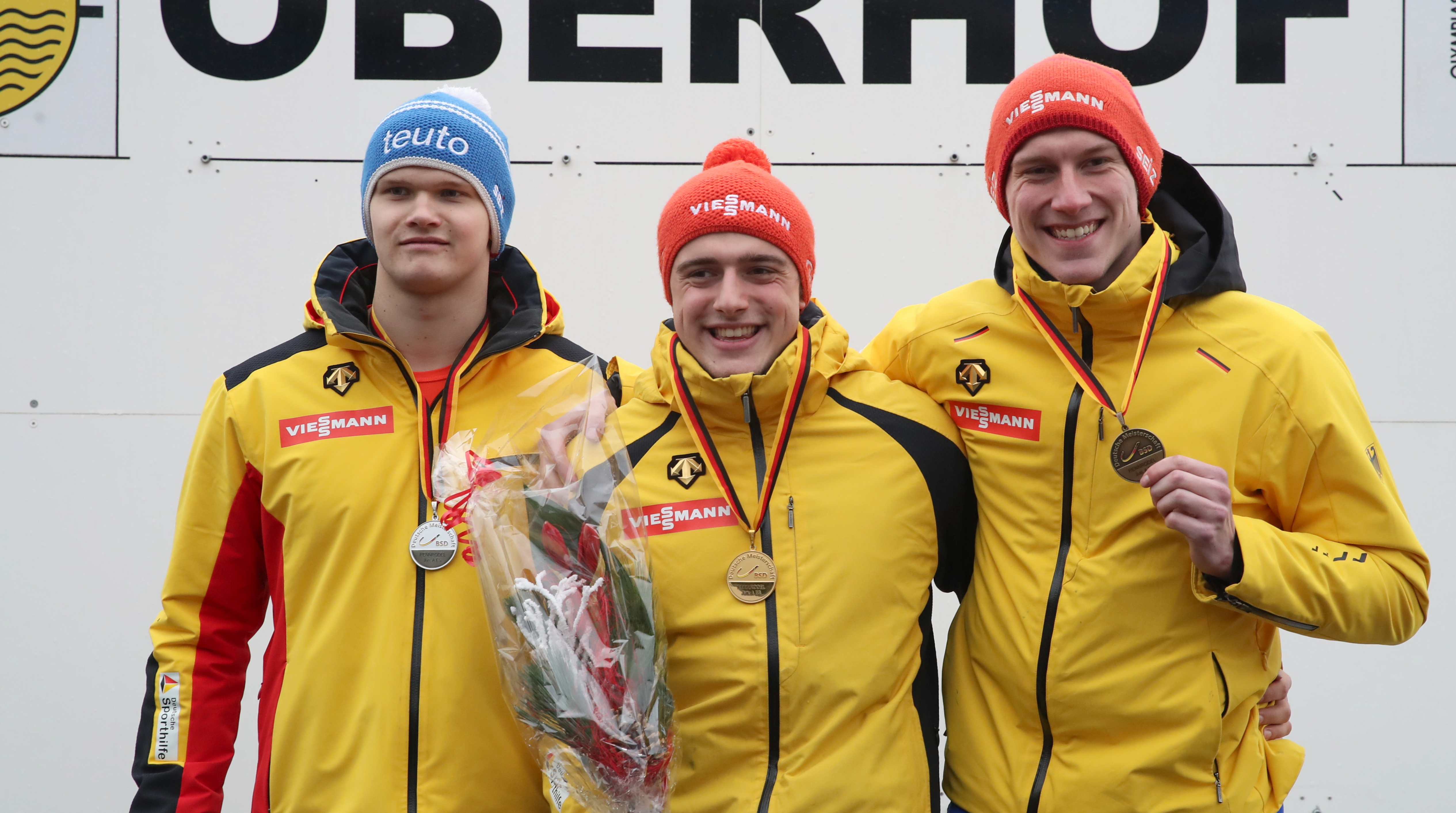
Juniorenwertung: Moritz Bollmann, Florian Müller, Thomas Jaensch (v. l. n. r.)

Im Einsitzer der Männer siegte Lokalmatador Johannes Ludwig, der sich mit zwei Laufbestzeiten seinen ersten Titel bei den Deutschen Meisterschaften sichern konnte. Platz zwei belegte Sebastian Bley, dessen Heimbahn ebenfalls Oberhof ist, vor Titelverteidiger Felix Loch. Auf Rang vier landete Max Langenhan. Junioren-Weltcupstarter Florian Müller erreichte Platz fünf vor Elite-Weltcupstarter Moritz Bollmann. Thomas Jaensch und Mathis Ertel fuhren auf die weiteren Plätze. Müller sicherte sich damit auch den Sieg in der Juniorenwertung der Deutschen Meisterschaft vor Bollmann und Jaensch, Ertel kam hier auf Rang vier.

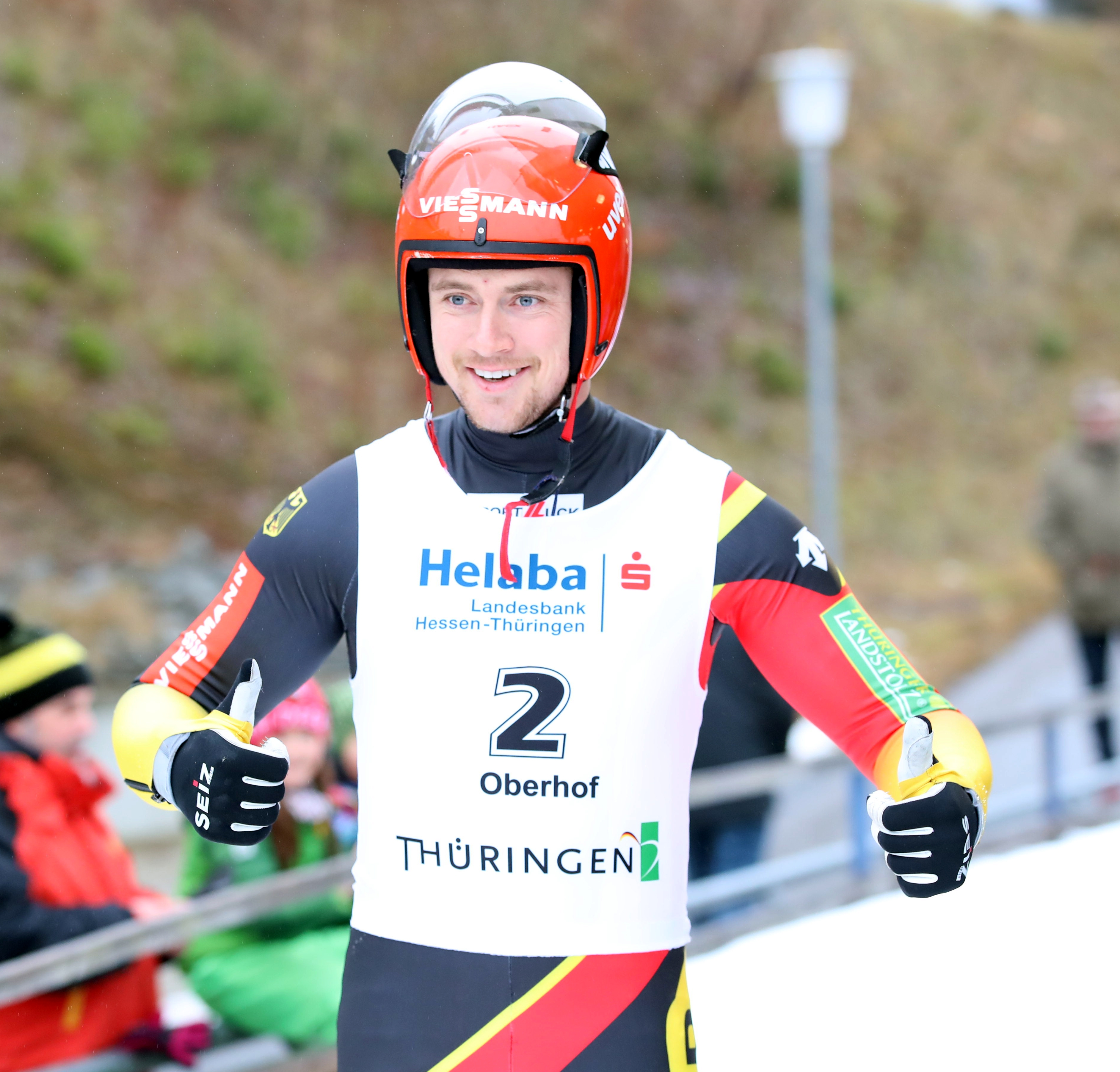
Johannes Ludwig
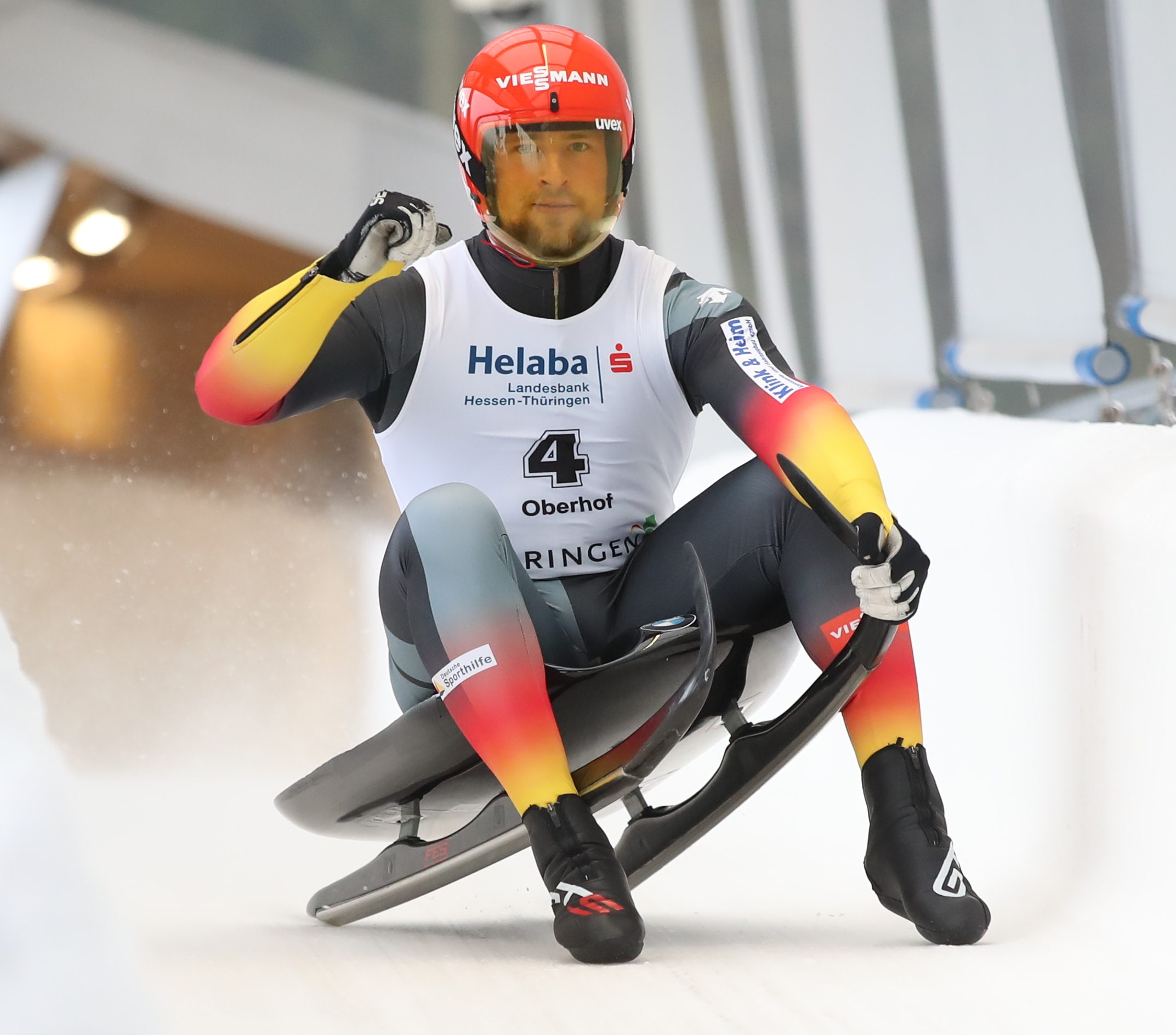
Sebastian Bley
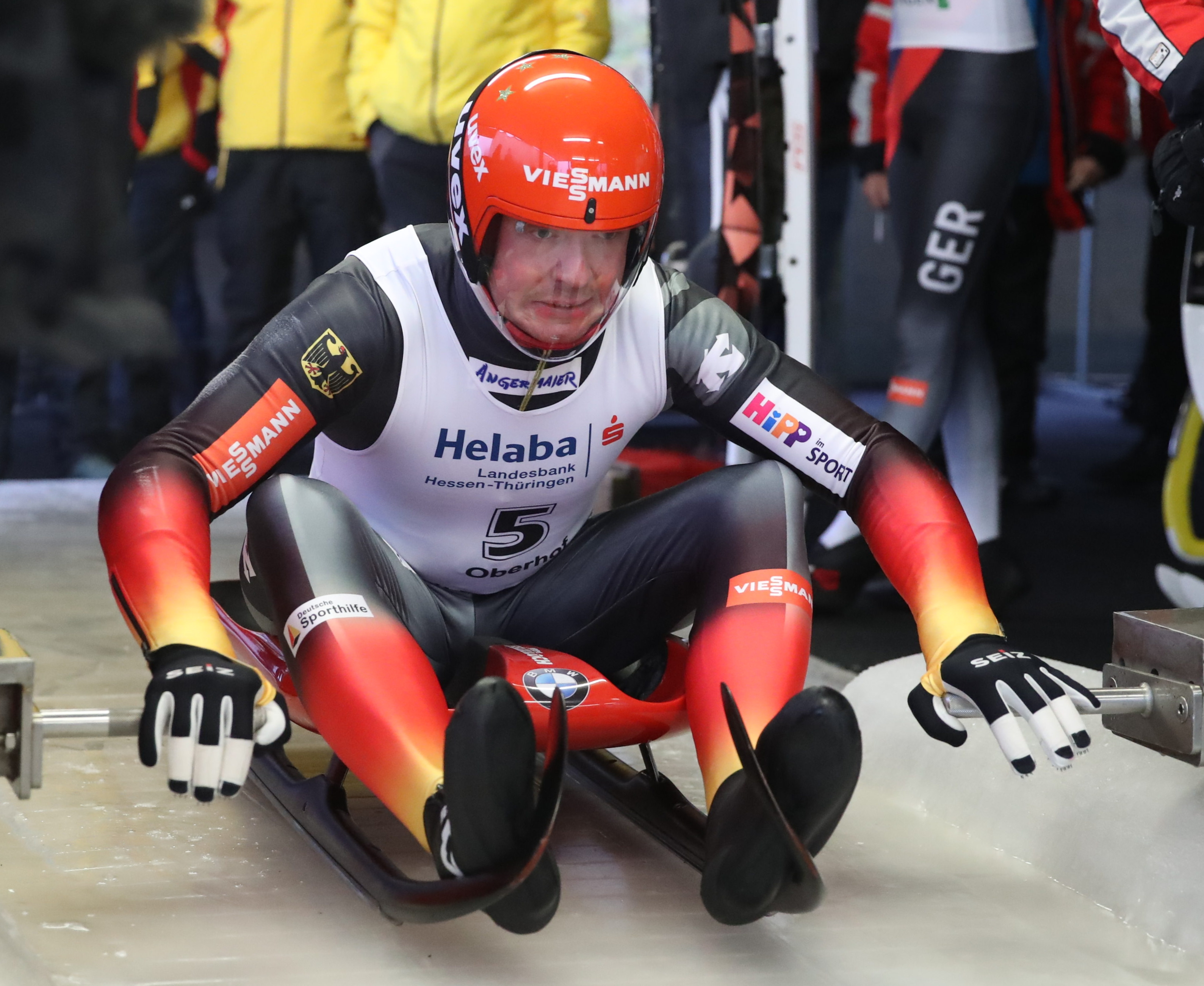
Felix Loch
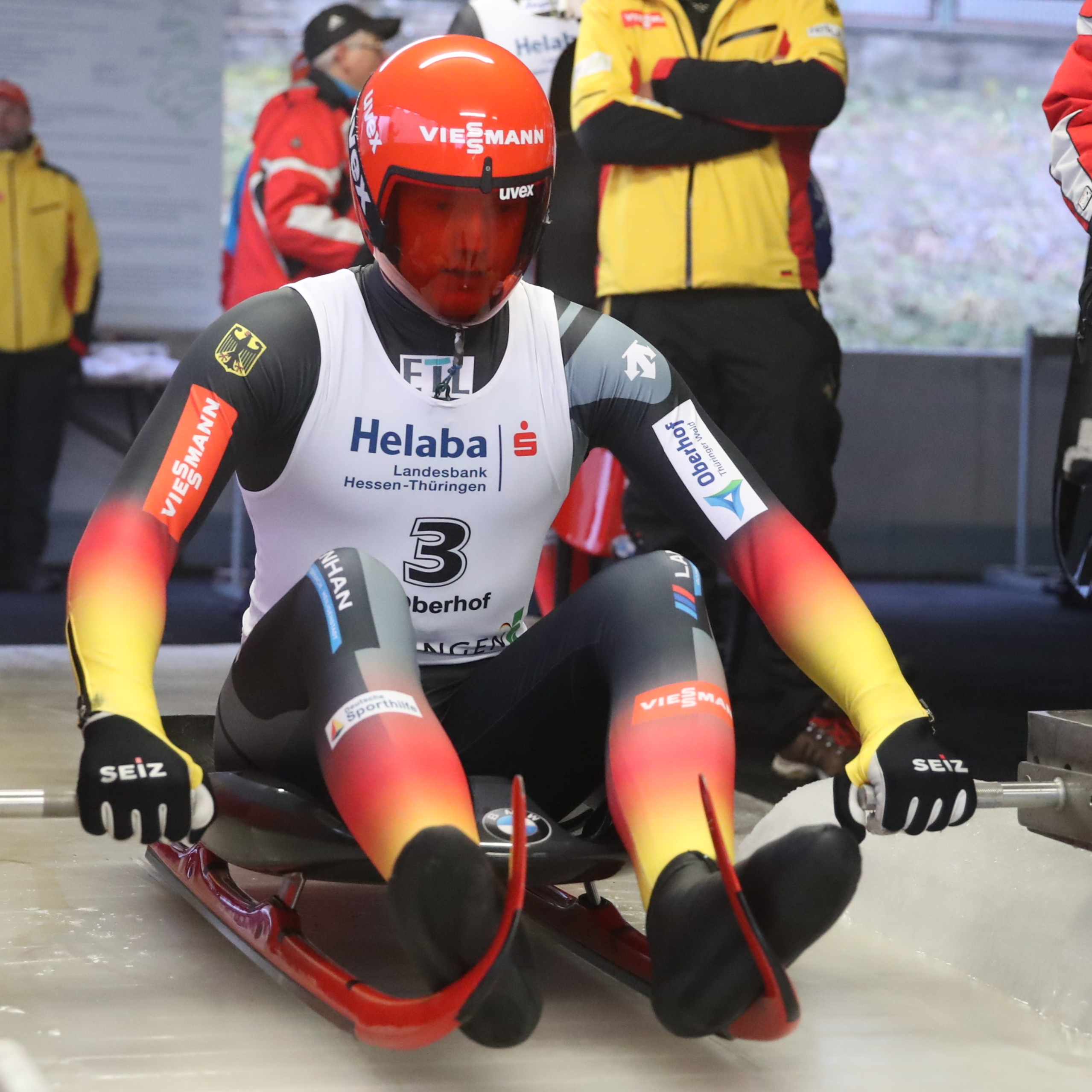
Max Langenhan
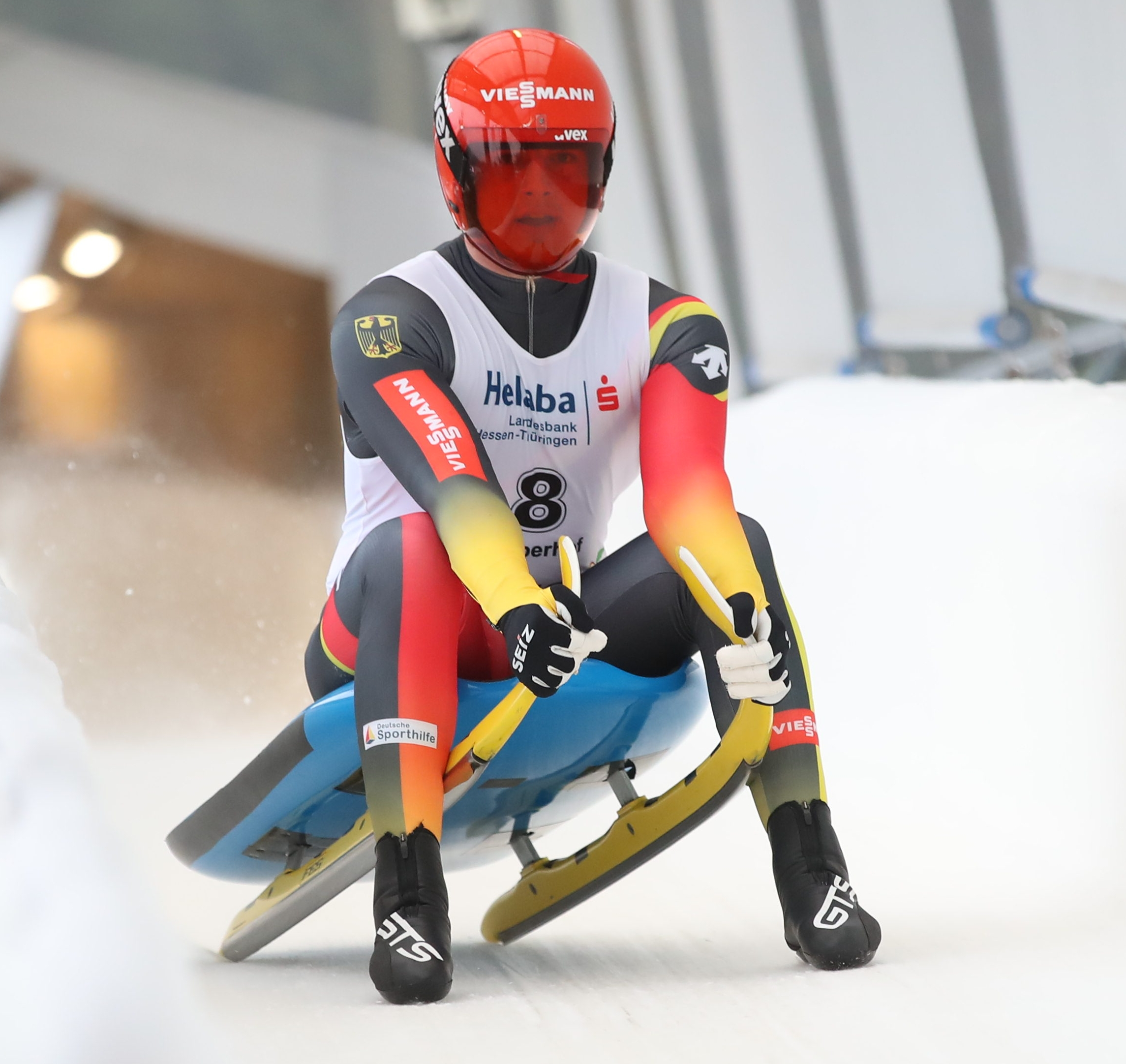
Florian Müller
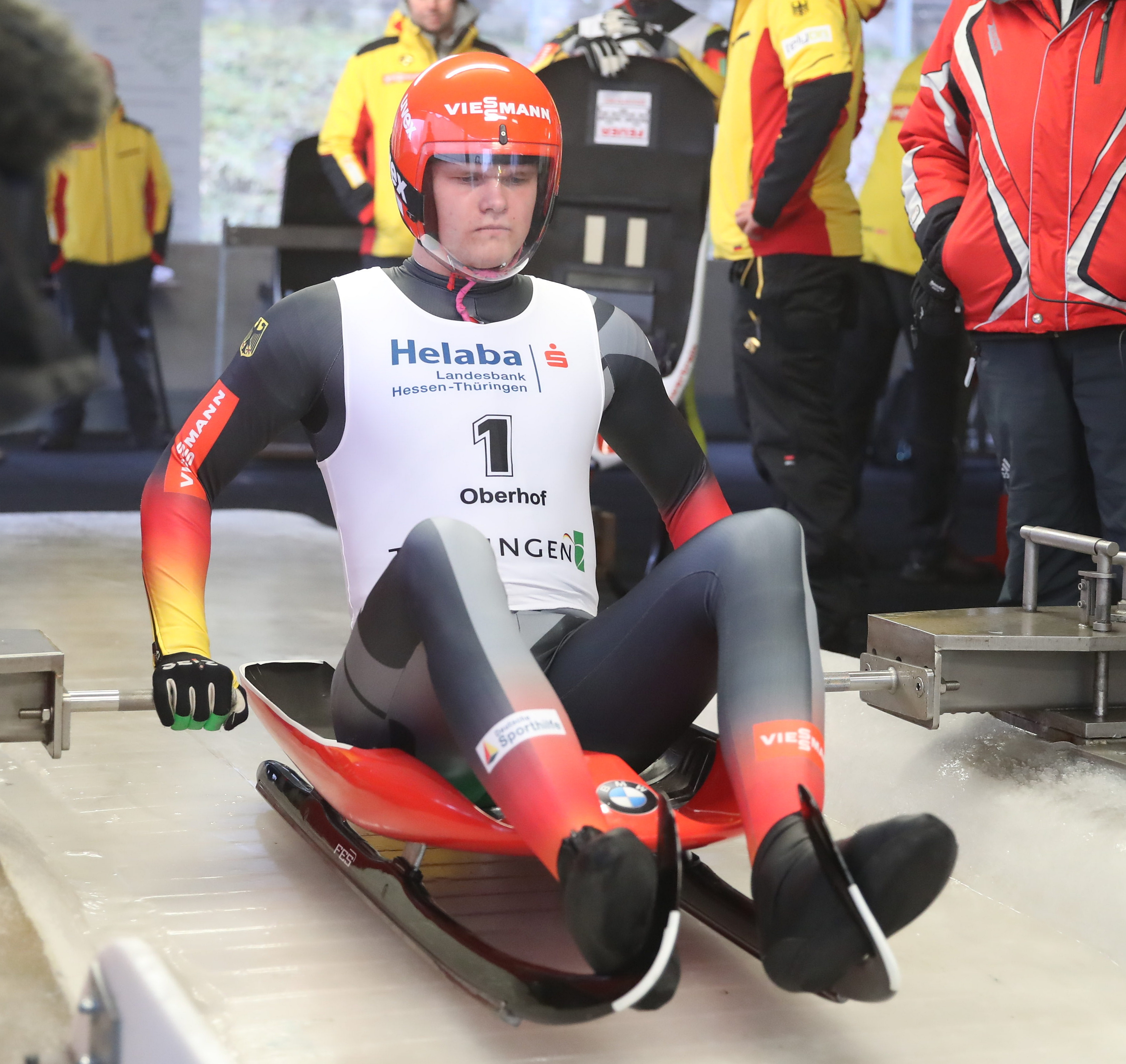
Moritz Bollmann
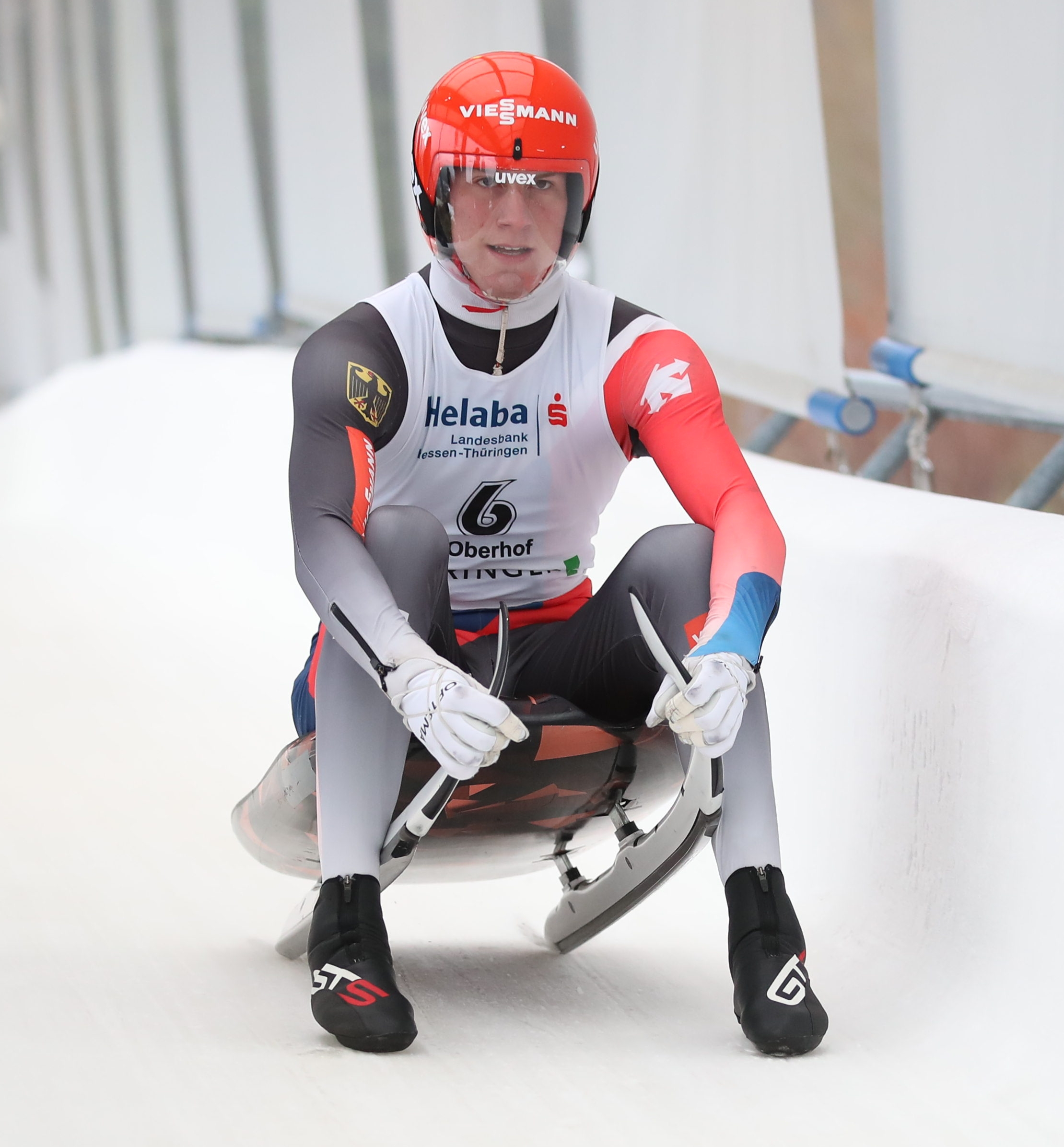
Thomas Jaensch
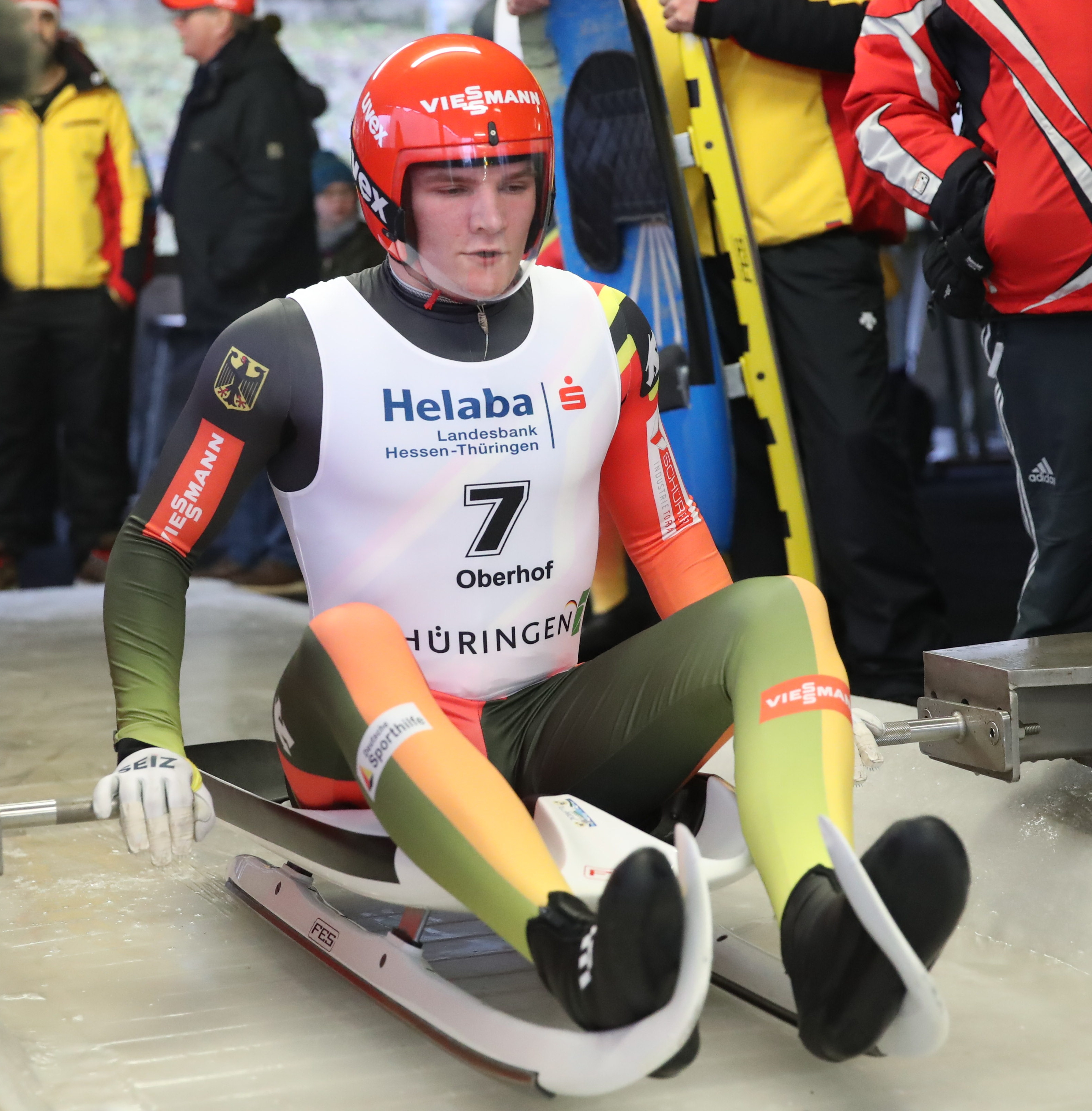
Mathis Ertel

### Doppelsitzer
| Platz | Sportler                      | Verein                         | Laufzeiten        | Zeit         |
| ----- | ----------------------------- | ------------------------------ | ----------------- | ------------ |
| 1     | Toni Eggert/Sascha Benecken   | BRC Ilsenburg/RT Suhl          | 40,828 s 40,885 s | 1:21,713 min |
| 2     | Tobias Wendl/Tobias Arlt      | RC Berchtesgaden/WSV Königssee | 40,948 s 40,927 s | 1:+0,162 s   |
| 3     | Robin Geueke/David Gamm       | BSC Winterberg                 | 41,134 s 41,196 s | 1:+0,617 s   |
| 4     | Max Ewald/Jakob Jannusch      | RT Suhl/RRV Sonneberg          | 41,851 s 41,742 s | 1:+1,880 s   |
| 5     | Hannes Orlamünder/Paul Gubitz | RRC Zella-Mehlis               | 41,453 s 54,261 s | +14,001 s    |

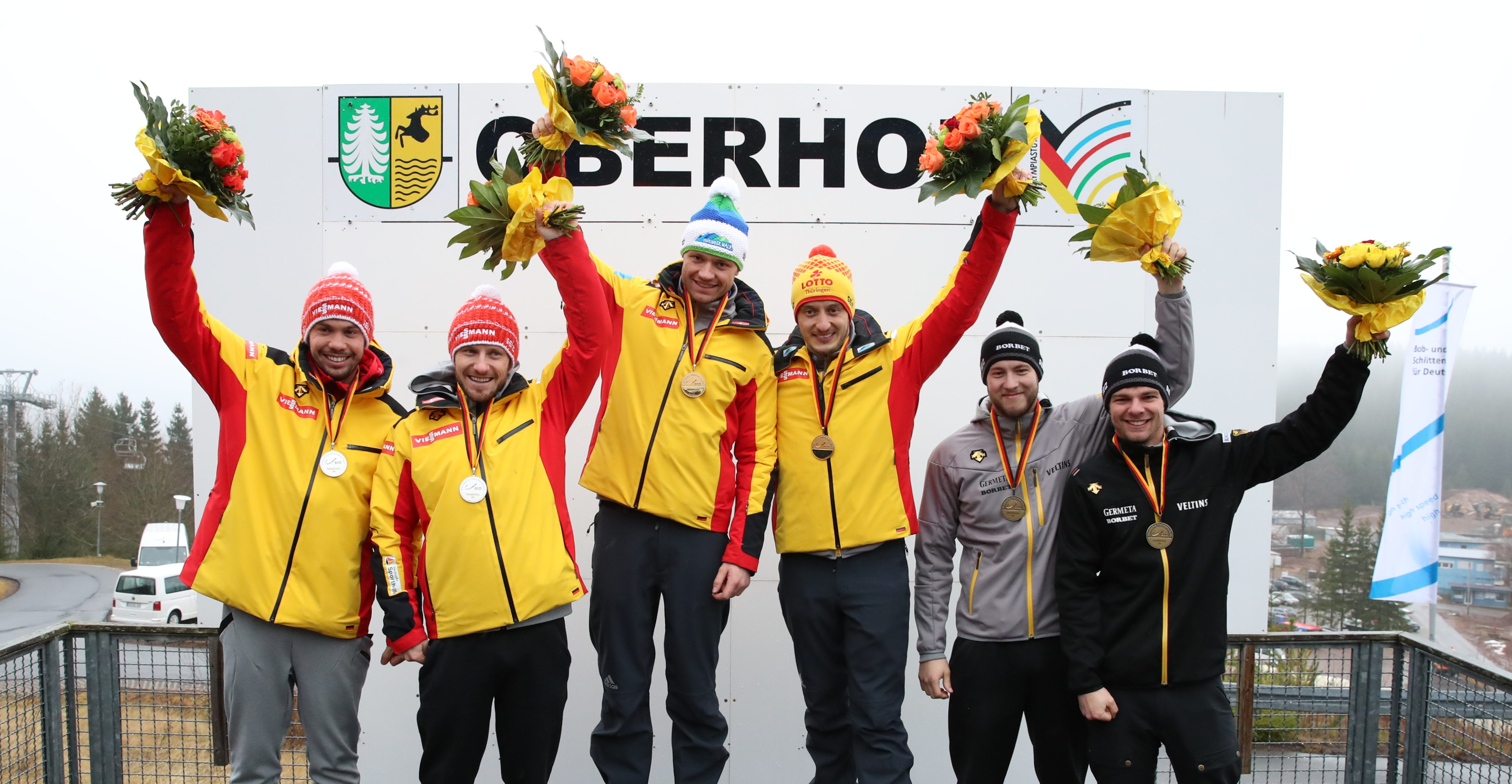
Podium mit Tobias Wendl/Tobias Arlt, Toni Eggert/Sascha Benecken und Robin Geueke/David Gamm (v. l. n. r.)

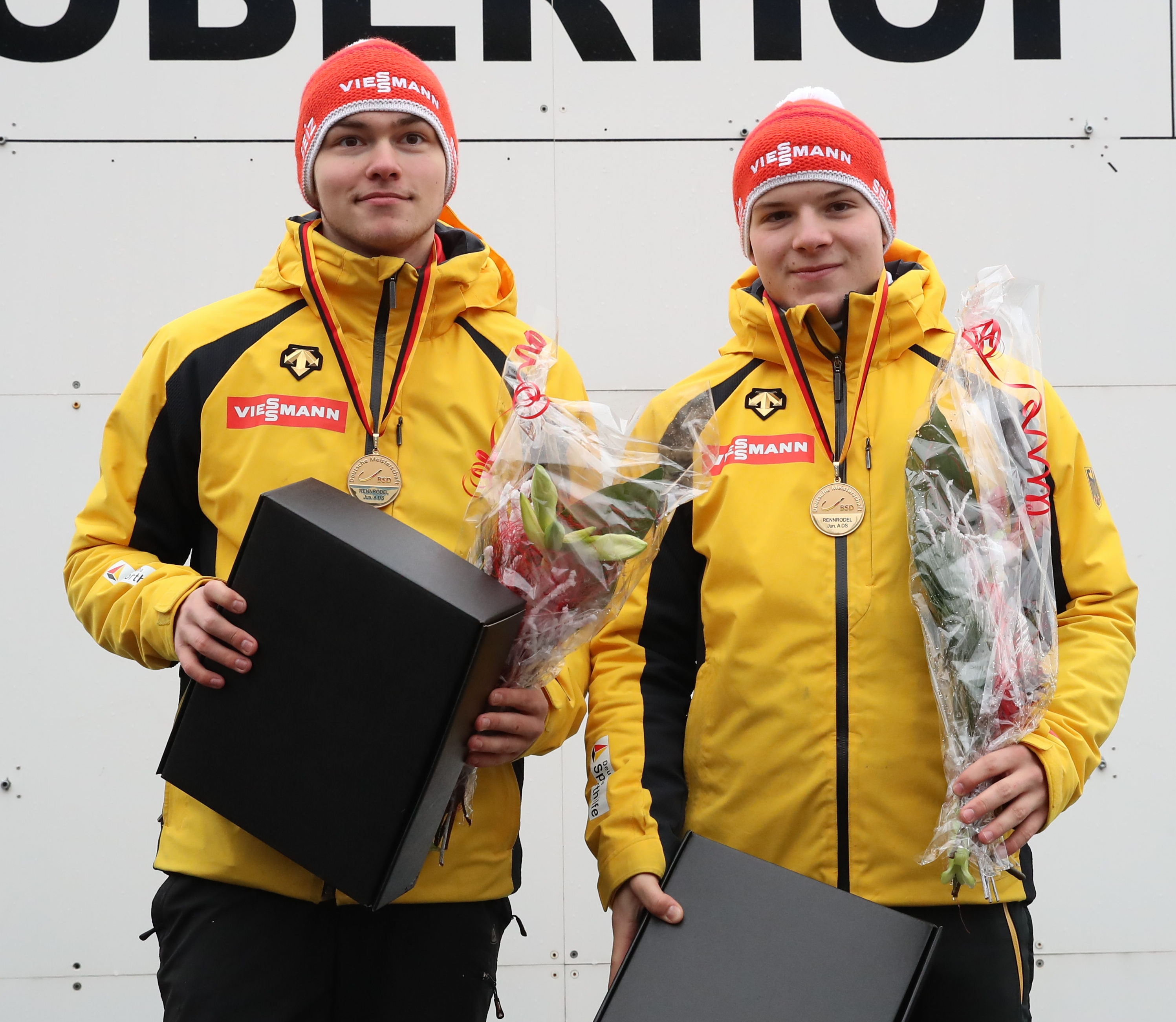
Juniorenwertung: Max Ewald/Jakob Jannusch

Die Weltcup-Gesamtsieger der Saison 2018/19 und Weltcupführenden der Saison 2019/20 (nach drei absolvierten Weltcups), Toni Eggert und Sascha Benecken, erzielten mit einem Vorsprung von mehr als eineinhalb Zehntelsekunden vor Tobias Wendl und Tobias Arlt ihren vierten deutschen Meistertitel. Die Titelverteidiger Robin Geueke und David Gamm kamen mit einem deutlichen Rückstand von mehr als sechs Zehntelsekunden auf den Bronzerang. Die Junioren-Weltcupstarter Max Ewald/Jakob Jannusch fuhren auf Rang vier, die Juniorenweltmeister der Saison 2018/19, Hannes Orlamünder/Paul Gubitz, erreichten nach einem schweren Fahrfehler im zweiten Lauf auf ihrer Heimbahn nur den fünften Rang. Die Juniorenwertung gewannen Ewald/Jannusch, die in dieser Wertung als einzige an den Start gegangen waren.

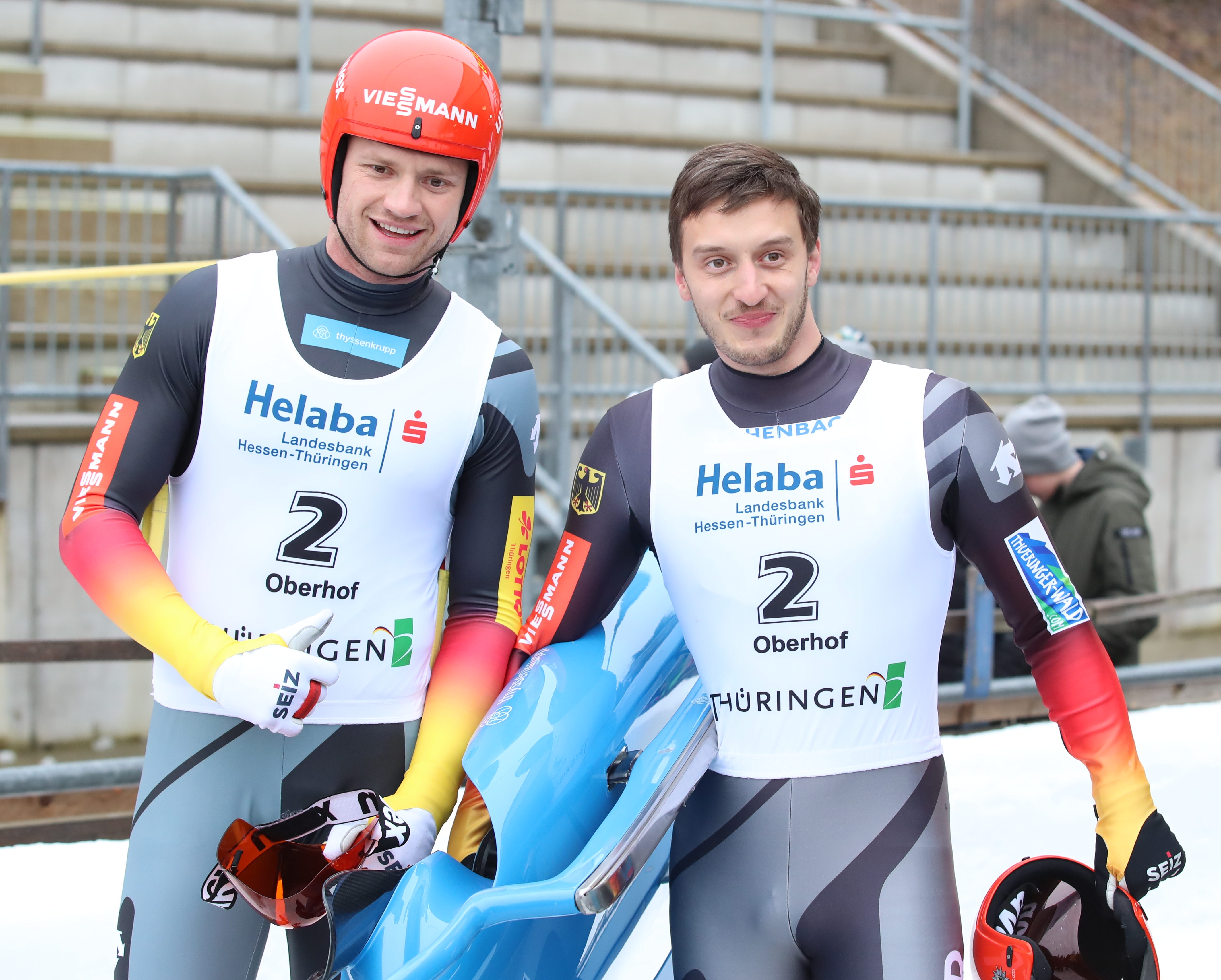
Toni Eggert und Sascha Benecken
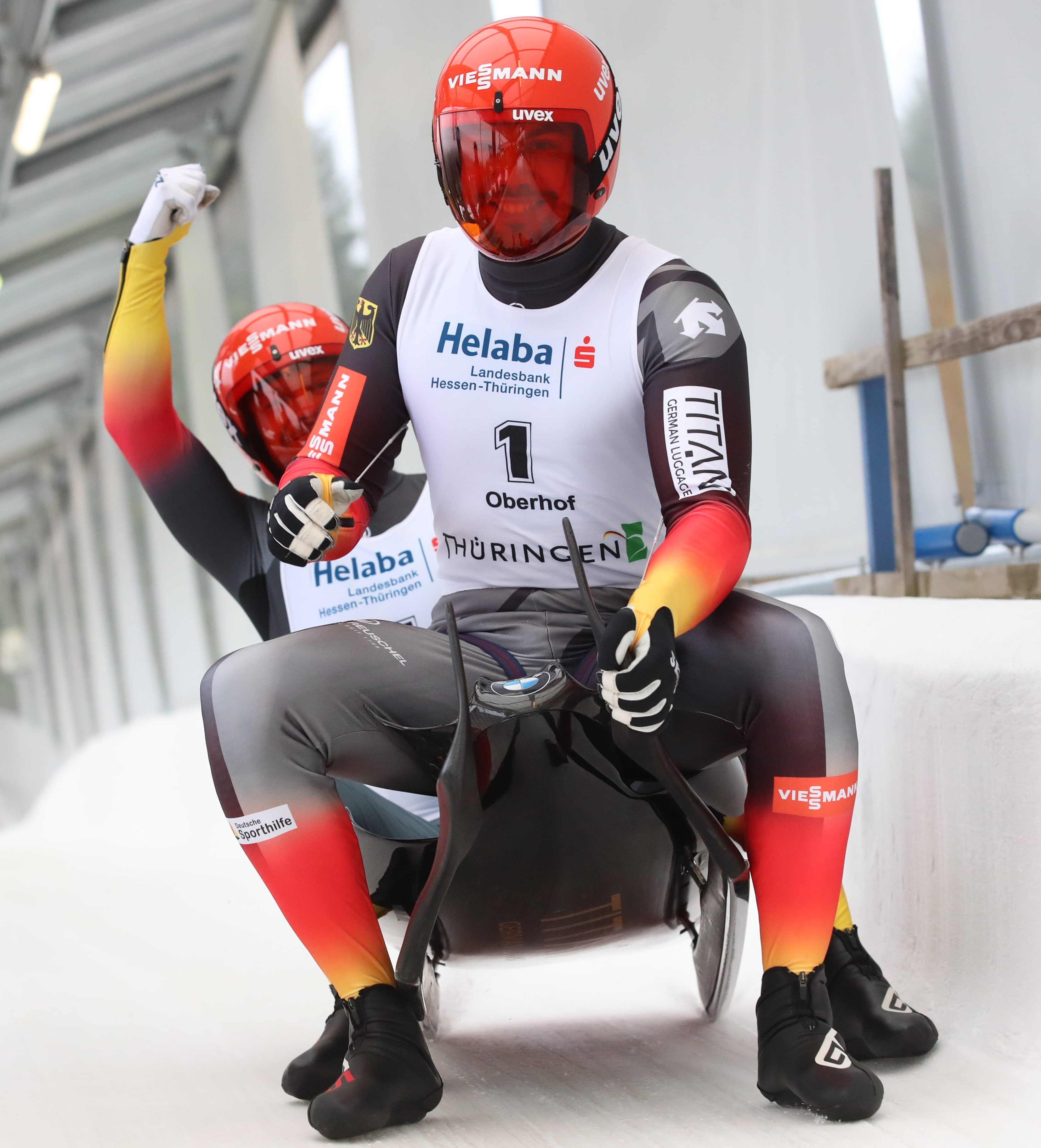
Tobias Wendl und Tobias Arlt
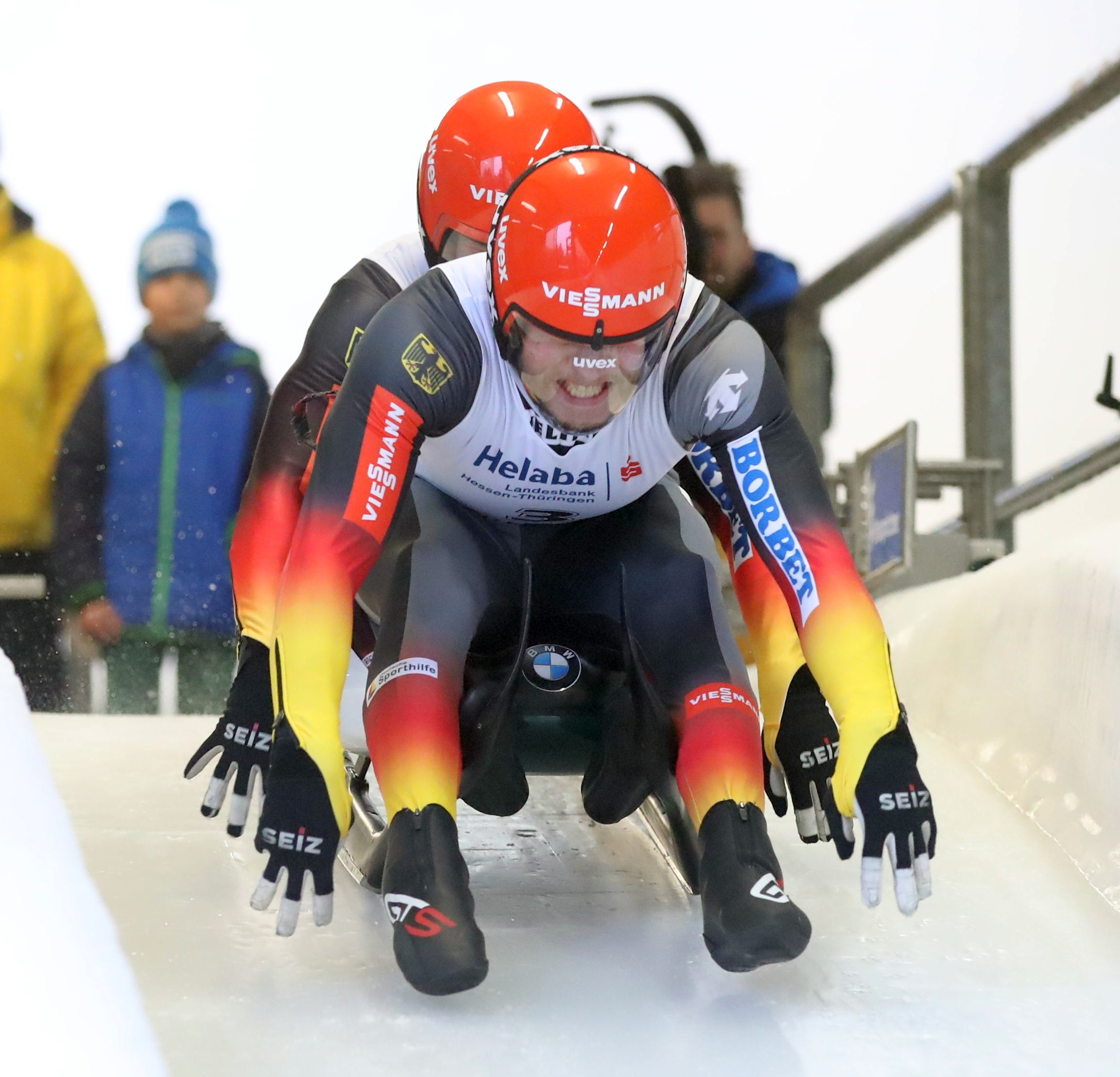
Robin Geueke und David Gamm
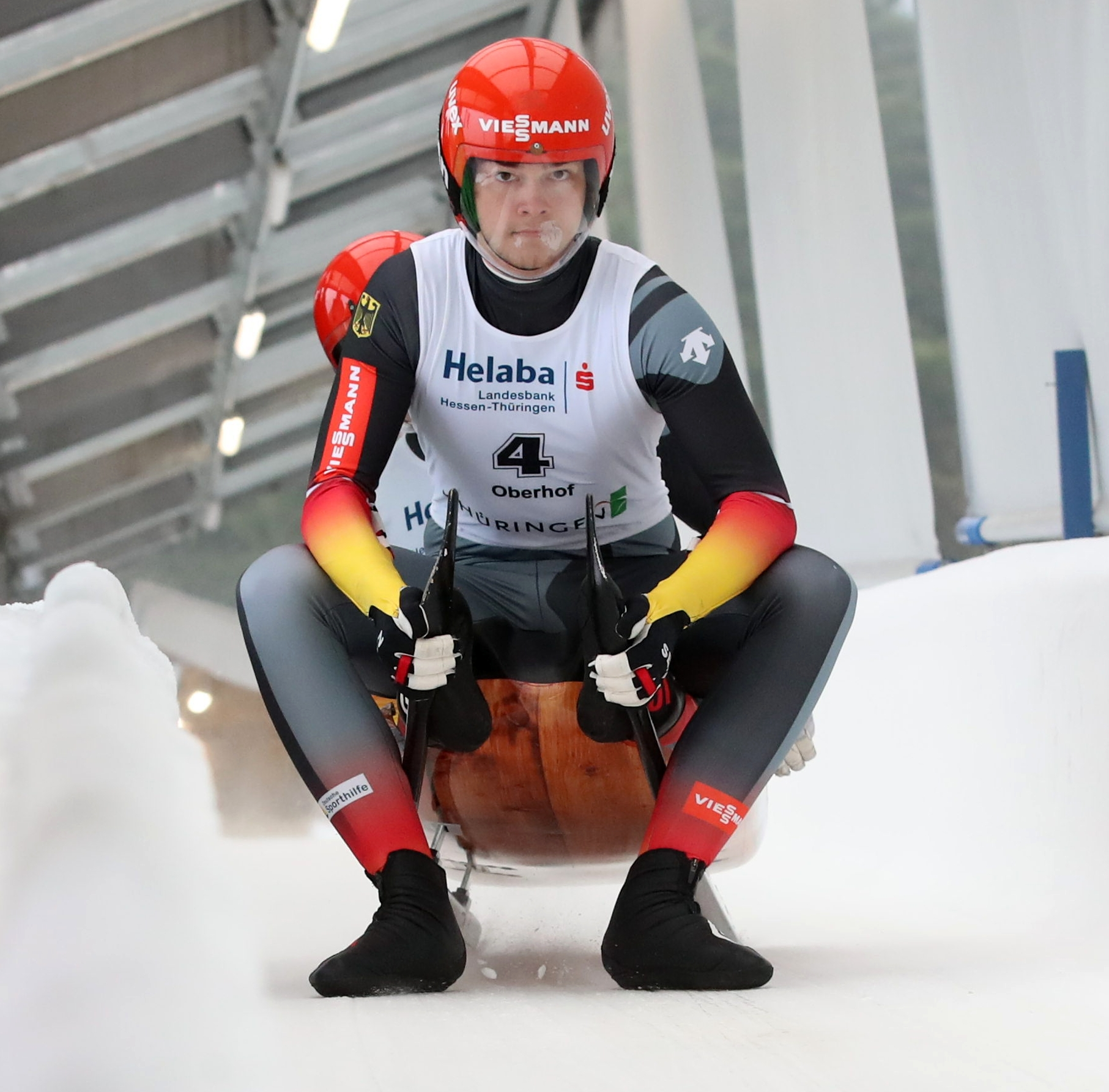
Max Ewald und Jakob Jannusch
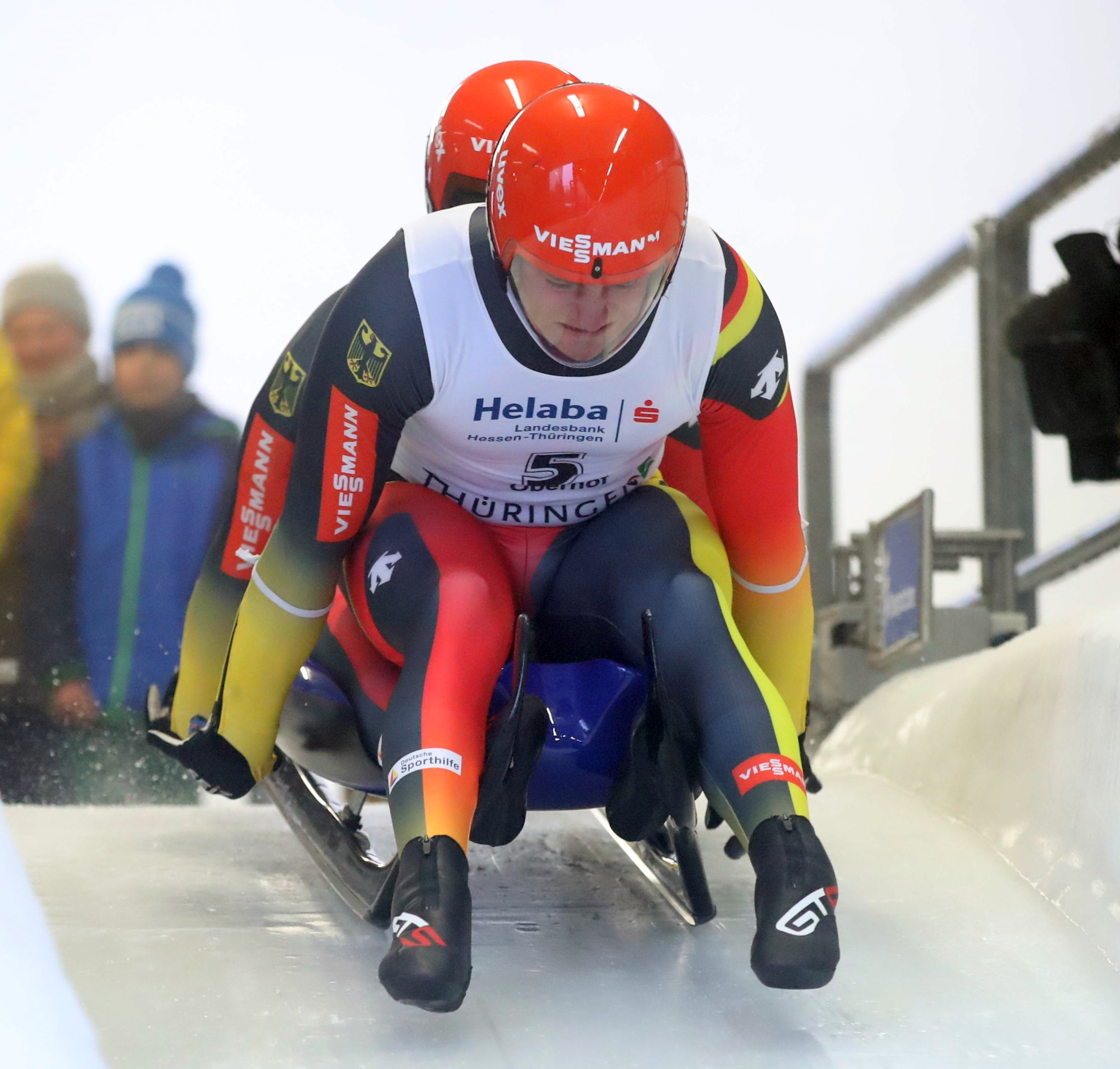
Hannes Orlamünder und Paul Gubitz

### Teamstaffel
| Platz | Sportler                                                     | Verein                                                              | Laufzeiten                 | Zeit         |
| ----- | ------------------------------------------------------------ | ------------------------------------------------------------------- | -------------------------- | ------------ |
| 1     | Julia Taubitz Sebastian Bley Toni Eggert/Sascha Benecken     | WSC Erzgebirge Oberwiesenthal RT Suhl BRC Ilsenburg/RT Suhl         | 45,840 s 47,725 s 47,962 s | 2:21,527 min |
| 2     | Jessica Tiebel Moritz Bollmann Hannes Orlamünder/Paul Gubitz | RRC Altenberg RRV Sonneberg RRC Zella-Mehlis                        | 46,104 s 47,934 s 48,648 s | +1,159 s     |
| DSQ   | Cheyenne Rosenthal Max Langenhan Robin Geueke/David Gamm     | BSC Winterberg BRC 05 Friedrichroda BSC Winterberg                  |                            |              |
| DSQ   | Isabell Richter Florian Müller Max Ewald/Jakob Jannusch      | ESV Lok Zwickau WSC Erzgebirge Oberwiesenthal RT Suhl/RRV Sonneberg |                            |              |
| DSQ   | Anna Berreiter Felix Loch Tobias Wendl/Tobias Arlt           | RC Berchtesgaden RC Berchtesgaden/WSV Königssee                     |                            |              |

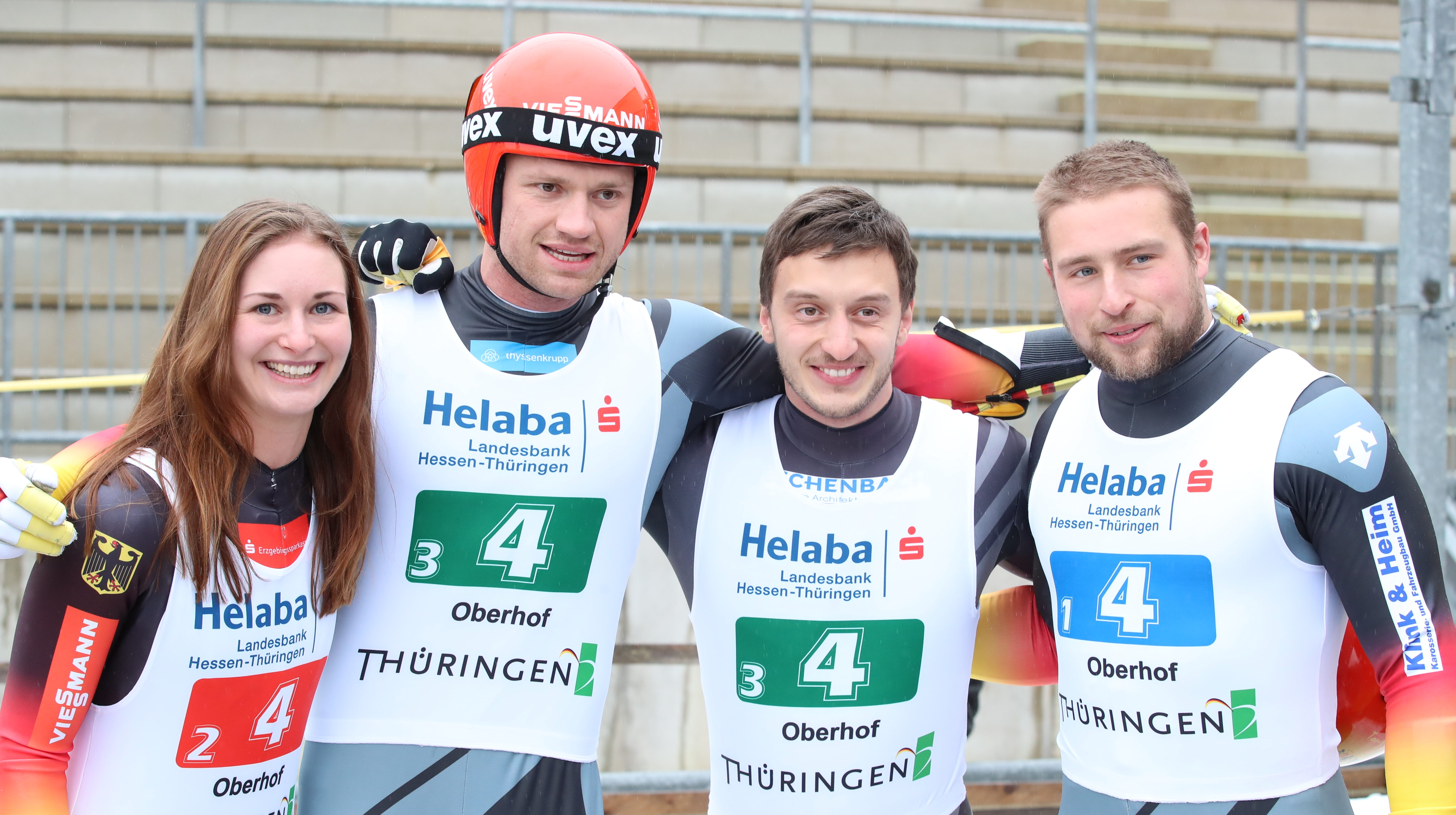
Teamstaffel um Julia Taubitz, Toni Eggert/Sascha Benecken und Sebastian Bley (v. l. n. r.)

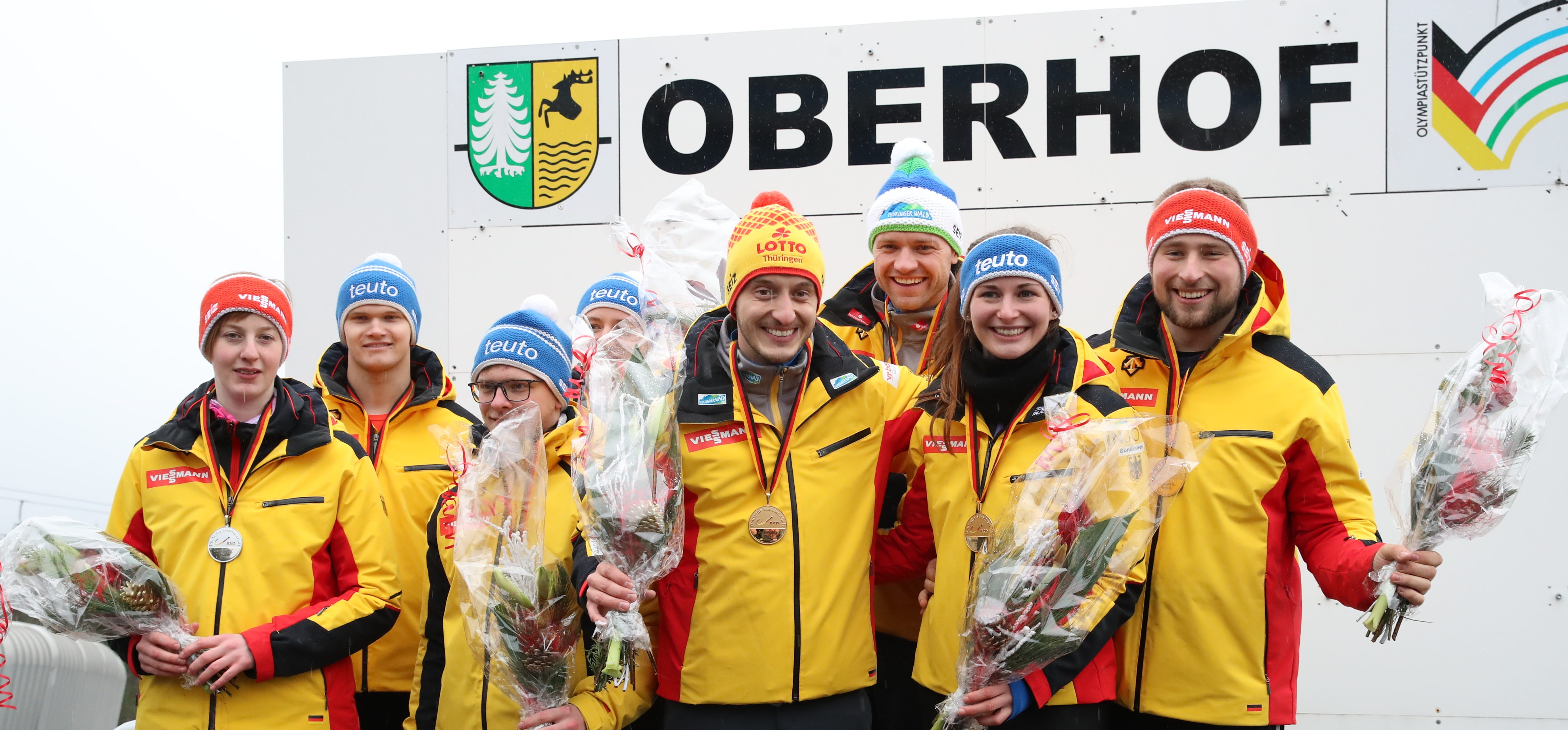
Podium mit den zwei platzierten Teamstaffeln

Den Teamstaffelwettbewerb gewann das Team Thüringen 1 um Julia Taubitz, Sebastian Bley und Toni Eggert/Sascha Benecken deutlich vor Jessica Tiebel, Moritz Bollmann und Hannes Orlamünder/Paul Gubitz. Infolge von drei Disqualifikationen – Cheyenne Rosenthal, Isabell Richter und Felix Loch hatten das Touchpad im Ziel, das die Zeitnahme sowie das Starttor für die nachfolgenden Starter auslöst, nicht getroffen – gab es nur zwei Platzierte in dieser Wertung.